# Électricité aux États-Unis

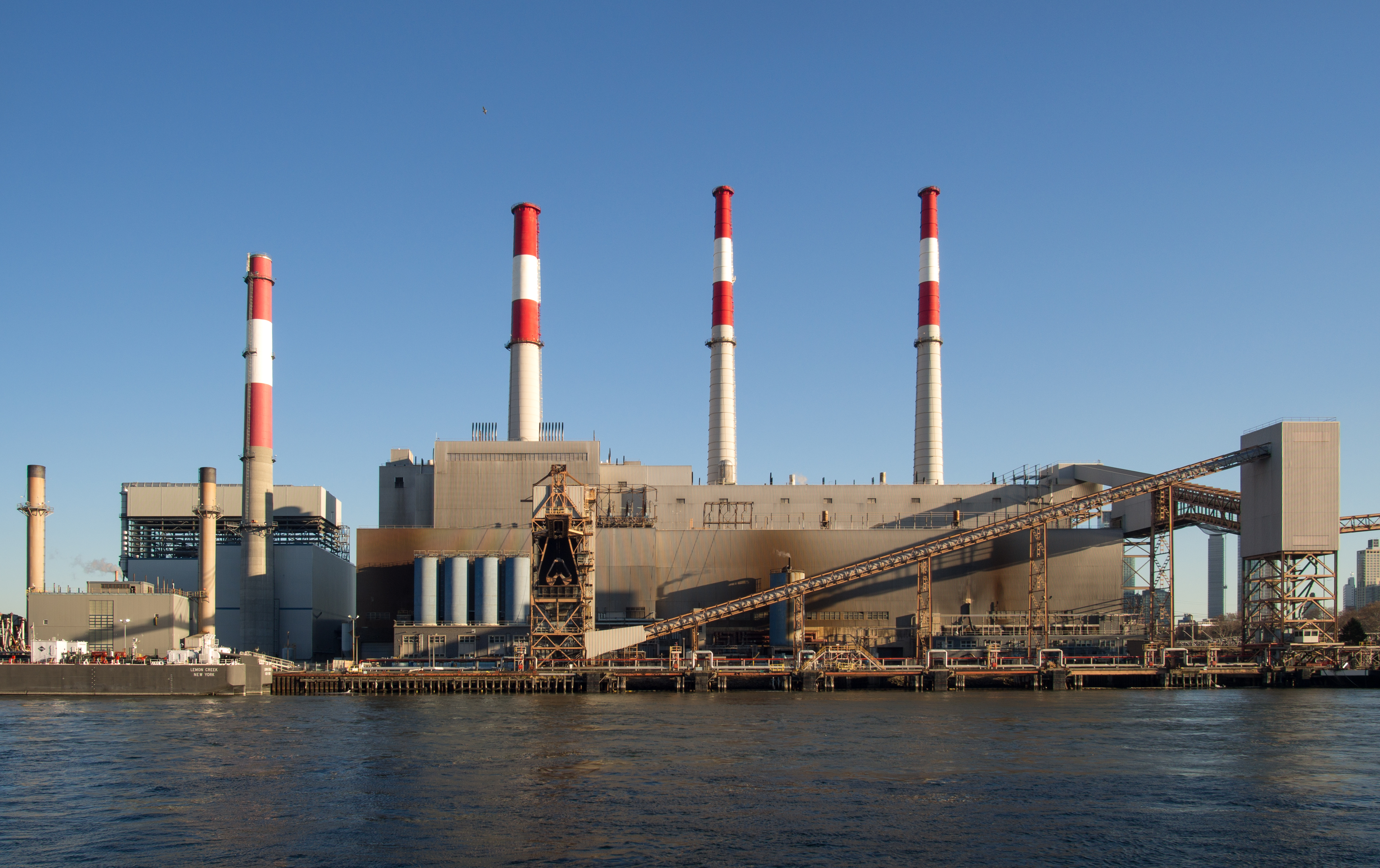
Centrale à gaz naturel de Ravenswood à Queens, près de New York, en 2017.

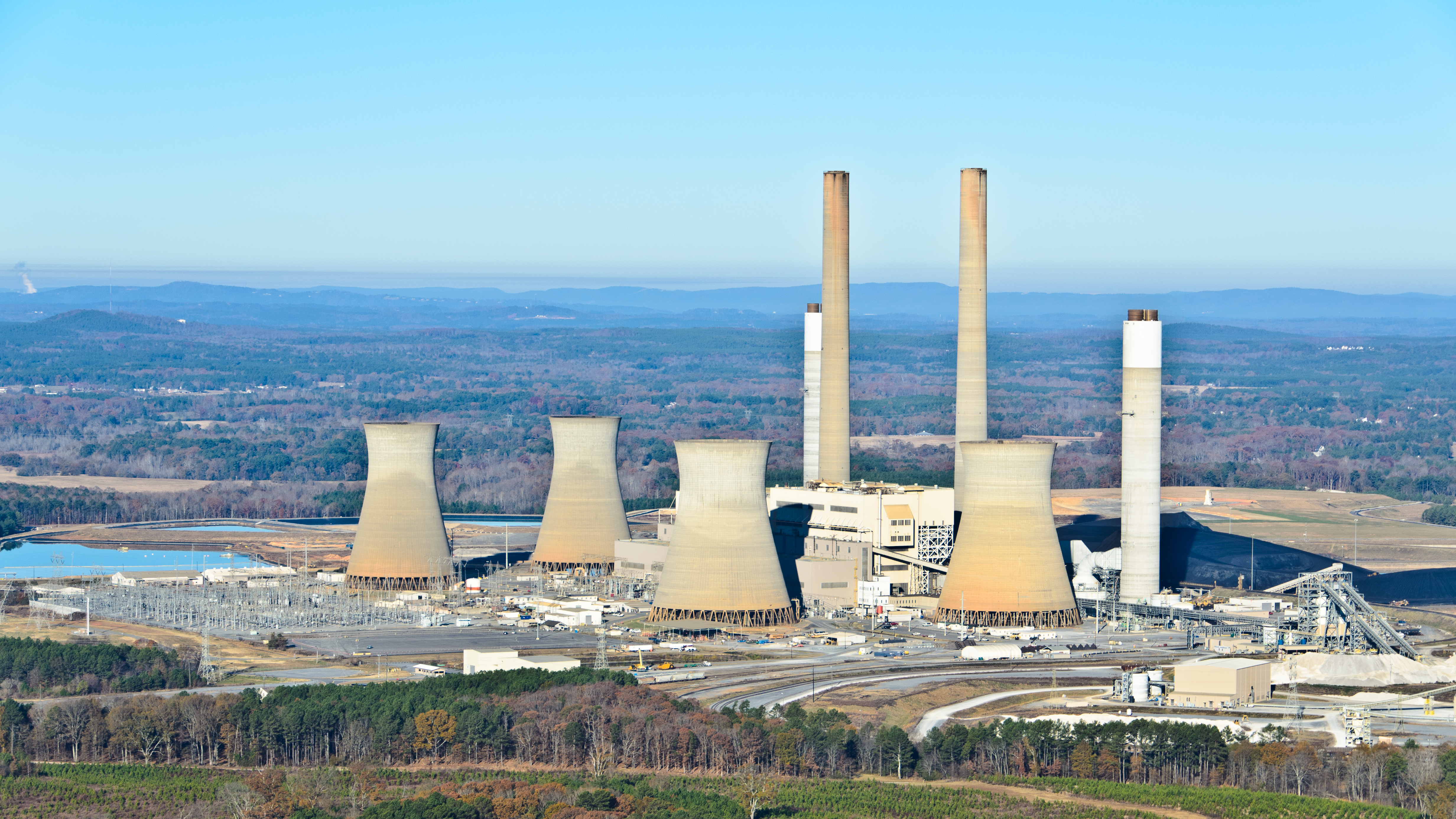
Centrale de Bowen en Géorgie, la plus puissante centrale à charbon des États-Unis (3500 MW).

Le secteur de l'électricité aux États-Unis se caractérise par la prédominance des combustibles fossiles : leur part dans la production d'électricité atteint 57,9 % en 2024, dont 14,9 % pour le charbon et 42,7 % pour le gaz ; la part du nucléaire est de 17,8 % et celle des énergies renouvelables de 24,2 % (hydroélectricité : 5,5 %, éolien : 10,3 %, solaire : 6,8 %, etc.), contre 10,2 % en 2010. Le taux de décarbonation de la production d'électricité atteint ainsi 41,9 % ; 21 États dépassent le seuil de 50 % d'électricité décarbonée.
Les États-Unis se placent aux tout premiers rangs dans la plupart des domaines : au 1er rang mondial pour la production d'électricité nucléaire (29,2 % du total mondial en 2024) et pour celles à partir du gaz naturel (28,6 %) et de la géothermie (19,7 %), au 2e rang mondial derrière la Chine pour la production totale d'électricité (14,8 %), pour la production à partir de l'éolien (18,2 %), du solaire photovoltaïque (14,5 %) et du solaire thermodynamique (21,5 % derrière l'Espagne), au 3e rang pour celle à base de charbon (6,7 %) et de la biomasse (7,9 %), et au 4e rang pour la production hydroélectrique (5,6 %).
La part de l'électricité dans la consommation finale d'énergie était de 21,8 % en 2022.
La consommation d'électricité se répartit en 2024 en 37,6 % pour le secteur résidentiel, 36,2 % pour le secteur tertiaire et 26,0 % pour le secteur industriel.
La consommation d'électricité par habitant en 2023 représentait 3,71 fois la moyenne mondiale, 2,08 fois celle de la Chine et 1,98 fois celle de la France.

## Comparaisons internationales
Les statistiques de l'Agence internationale de l’énergie et celles de l'Energy Institute classent les États-Unis aux tout premiers rangs pour la plupart des indicateurs du domaine de l'électricité :
| Source d'énergie                                | Indicateur               | Rang | Année     | Quantité | Unité | % monde | Commentaires                                                                                    |
| ----------------------------------------------- | ------------------------ | ---- | --------- | -------- | ----- | ------- | ----------------------------------------------------------------------------------------------- |
| Électricité                                     | Production               | 2e   | 2024      | 4 635    | TWh   | 14,8 %  | 1er : Chine (10 126 TWh, 32,4 %), 3e : Inde (2 030 TWh, 6,5 %)                                  |
| Prod.élec.par source*                           | Charbon/lignite          | 3e   | 2024      | 712,4    | TWh   | 6,7 %   | 1er : Chine (5 827,6 TWh, 54,9 %), 2e : Inde (14,3 %)                                           |
| Prod.élec.par source*                           | Gaz naturel              | 1er  | 2024      | 2 005,2  | TWh   | 28,6 %  | 2e : Russie (7,8 %), 3e : Iran (4,9 %), 4e : Chine (4,6 %), 5e : Japon (4,6 %)                  |
| Prod.élec.par source*                           | Renouvelables hors hydro | 2e   | 2024      | 830      | TWh   | 15,3 %  | 1er : Chine (2 045 TWh, 37,8 %), 3e : Allemagne (4,8 %), 4e : Inde (4,4 %), 5e : Brésil (4,4 %) |
| Nucléaire                                       | Production               | 1er  | 2024      | 823,1    | TWh   | 29,2 %  | 2e : Chine (450,9 TWh, 16,0 %), 3e : France (13,5 %), 4e : Russie (7,7 %)                       |
| Nucléaire                                       | Puissance installée      | 1er  | août 2025 | 96,95    | GW    | 25,8 %  | 2e : France (63 GW, 16,7 %), 3e : Chine (55,32 GW, 14,7 %)                                      |
| Hydroélectricité                                | Production               | 4e   | 2024      | 238,7    | TWh   | 5,4 %   | 1er : Chine (1 354,3 TWh ; 30,4 %), 2e : Brésil (9,3 %), 3e : Canada (7,7 %)                    |
| Hydroélectricité                                | Puissance installée      | 3e   | 2024      | 102,1    | GW    | 7,1 %   | 1er : Chine (435,95 GW, 30,2 %), 2e : Brésil (7,6 %)                                            |
| Énergie éolienne                                | Production élec.         | 2e   | 2024      | 458      | TWh   | 18,2 %  | 1er : Chine (997 TWh, 39,7 %), 3e : Allemagne (5,5 %)                                           |
| Énergie éolienne                                | Puissance installée      | 2e   | 2024      | 153,15   | GW    | 13,5 %  | 1er : Chine (521,75 GW, 46,0 %), 3e : Allemagne (6,4 %)                                         |
| Solaire photovoltaïque                          | Production élec.         | 2e   | 2024      | 306,2    | TWh   | 14,5 %  | 1er : Chine (839,3 TWh, 39,7 %), 3e : Inde (6,5 %)                                              |
| Solaire photovoltaïque                          | Puissance installée      | 2e   | 2024      | 175,99   | GW    | 9,5 %   | 1er : Chine (887,4 GW, 47,7 %), 3e : Inde (5,2 %), 4e : Japon (4,9 %), 5e : Allemagne (4,8 %)   |
| Solaire thermodynamique                         | Puissance installée      | 2e   | 2024      | 1 480    | MW    | 21,5 %  | 1er : Espagne (33,5 %), 3e : Émirats arabes unis (8,7 %)                                        |
| Biomasse                                        | Production élec.         | 3e   | 2022      | 50,4     | TWh   | 7,9 %   | 1er : Chine (28,3 %), 2e : Brésil (8,6 %), 4e : Allemagne (6,6 %)                               |
| Géothermie                                      | Production élec.         | 1er  | 2022      | 19,14    | TWh   | 19,7 %  | 2e : Indonésie (17,1 %), 3e : Turquie (11,4 %), 4e : Philippines (10,7 %)                       |
| * production d'électricité par source d'énergie |                          |      |           |          |       |         |                                                                                                 |

## Histoire

### Centrale au charbon
La première centrale électrique de New York, la Pearl Street Station, a été mise en service le 4 septembre 1882 par Thomas Edison dans le bas-Manhattan, ce qui a permis de faire fonctionner l'éclairage électrique des bureaux du quotidien The New York Times et d'autres bâtiments aux alentours de Wall Street. La centrale ne délivrant que du courant continu ne pouvait fournir efficacement qu'un petit secteur géographique. Elle a fonctionné jusqu'en 1895 après avoir subi un incendie en janvier 1890.

### Histoire du nucléaire aux États-Unis

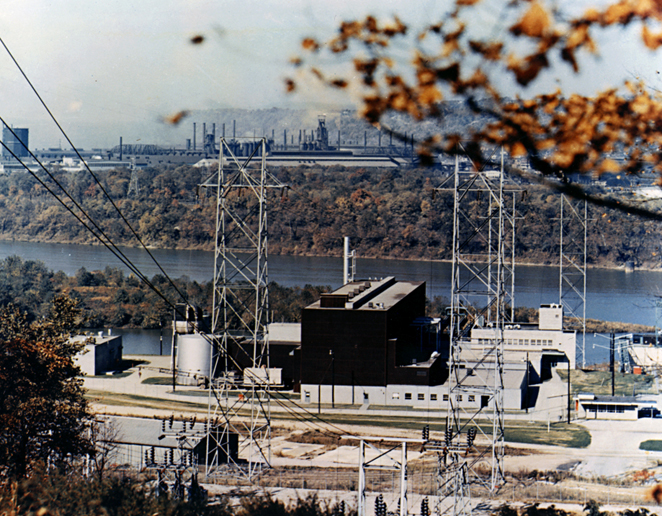
Le réacteur de Shippingport, premier réacteur électronucléaire civil des États-Unis.

Construction mondiale des réacteurs nucléaires. L'accident nucléaire de Three Mile Island, en Pennsylvanie en 1979, marque un tournant.

Le président Eisenhower lance le programme Atoms for Peace à l'Assemblée générale des Nations unies, le 8 décembre 1953. L'année suivante, l'Atomic Energy Act Amendments permet l'application commerciale de l'énergie nucléaire.
Le réacteur nucléaire de Shippingport est construit dans le cadre de ce programme. Ce réacteur est situé à la centrale nucléaire de Beaver Valley sur l'Ohio en Pennsylvanie près de Pittsburgh. C'est le premier réacteur à eau pressurisée à avoir produit de l'électricité, il a été mis en service le 2 décembre 1957, et maintenu en exploitation jusqu'en 1982.
Le réacteur était à l'origine un réacteur à eau pressurisée d'une puissance de 60 MWe dont la conception dérive directement des réacteurs de la propulsion nucléaire navale américains. L'amiral Hyman Rickover, père de la propulsion nucléaire navale américaine, en est le promoteur.
Deux objectifs étaient poursuivis à l'origine : préfigurer les réacteurs destinés à équiper les porte-avions de l'US Nav, et prototyper la production d'électricité à partir de la fission nucléaire.
La construction de réacteurs nucléaires électrogènes se développa rapidement au cours des années 1960 et 1970 ; à la différence de la France, il n'y a pas eu de programme nucléaire centralisé confié par l'État à une entreprise publique, mais de multiples initiatives au niveau local, la production d'électricité étant dispersée entre un grand nombre d'entreprises opérant chacune au niveau d'un État ; les centrales nucléaires ont donc chacune un petit nombre de réacteurs (rarement plus de 2).
En 1979, un accident de niveau 5 sur l'échelle INES (qui va de 0 à 7) a lieu à la centrale nucléaire de Three Mile Island, quinze jours après la sortie du film Le Syndrome chinois (The China Syndrome), avec Jane Fonda, jouant sur le thème de l'accident nucléaire. Selon l'AIEA, l'accident de Three Mile Island marqua un tournant dans l'utilisation mondiale de l'énergie nucléaire. En effet, alors que la construction mondiale de réacteurs augmenta de manière continuelle de 1963 à 1979 (mis à part 1971 et 1978), celle-ci déclina de 1980 à 1998. Le président Jimmy Carter ordonna une enquête sur l'accident. Les opérations de nettoyage commencèrent en août 1979 et se sont poursuivies jusqu'à décembre 1993, coûtant 975 millions de dollars. De 1981 à 1984, 51 projets de construction de réacteurs nucléaires furent annulés aux États-Unis, dont une bonne partie provenant de Babcock & Wilcox, l'entreprise qui avait fabriqué celui de Three Mile Island.
Après Three Mile Island, le développement du nucléaire s'arrête ; la firme Westinghouse, un des grands constructeurs américains, est rachetée en 2006 par la firme japonaise Toshiba. Tous les réacteurs actuels ont été mis en construction avant 1974. Il a fallu attendre 2011 pour que des travaux soient entrepris sur de nouveaux réacteurs dans des centrales existantes.
Le problème du stockage des déchets nucléaires a connu de longues et laborieuses tractations ; le 7 janvier 1983, le président Reagan signe le Nuclear Waste Policy Act, la première loi complète du pays sur les déchets nucléaires. Le 22 décembre 1987, le Congrès approuve un amendement désignant Yucca Mountain, dans le Nevada, comme le seul site à considérer pour le stockage des déchets nucléaires de haute activité. Lorsque le président George W. Bush notifie au Congrès le 15 février 2002 qu'il considère Yucca Mountain qualifié pour son permis de construction, le gouverneur du Nevada Kenny Guinn oppose le 8 avril 2002 son veto à la décision présidentielle, et il faut un vote de chacune des deux chambres pour annuler le veto du gouverneur en juillet.
Entre 2007 et 2009, 13 compagnies ont déposé auprès de l'Autorité de sûreté nucléaire américaine des demandes de permis de construction et d'exploitation pour 25 nouveaux réacteurs aux États-Unis. Mais les perspectives de relance des constructions de centrales ont été érodées par l'abondante disponibilité de gaz naturel (boom du gaz de schiste), la baisse de la demande d'électricité liée à la crise de 2008, le manque de financements et les incertitudes créées par l'accident nucléaire de Fukushima. De nombreuses demandes de permis pour de nouveaux réacteurs furent suspendues ou annulées,.
En novembre 2018, l'Union of Concerned Scientists (UCS) publie un rapport sur l'état du parc nucléaire américain (99 réacteurs répartis dans 60 centrales, produisant 20 % de l'électricité du pays) ; il évalue à 35 % la part des réacteurs (22 % de la puissance du parc) qui sont menacés de fermeture anticipée ou déjà en instance de fermeture, et montre qu'en l'absence de nouvelle politique, la production de ces réacteurs serait remplacée par celle de centrales à gaz, ce qui pourrait entrainer une augmentation de 4 à 6 % des émissions de gaz à effet de serre du secteur électrique américain. L'UCS appelle donc les autorités à adopter des politiques de réduction du carbone, avec la fixation d'un prix du carbone, des normes d'électricité bas-carbone et un soutien financier aux centrales nucléaires.

## Production d'électricité
Le graphique qui aurait dû être présenté ici ne peut pas être affiché car il utilise l'ancienne extension Graph, désactivée pour des questions de sécurité. Des indications pour créer un nouveau graphique avec la nouvelle extension Chart sont disponibles ici.

Le graphique qui aurait dû être présenté ici ne peut pas être affiché car il utilise l'ancienne extension Graph, désactivée pour des questions de sécurité. Des indications pour créer un nouveau graphique avec la nouvelle extension Chart sont disponibles ici.

Production d'électricité par source - Source : Agence d'information sur l'énergie

Production d'électricité par sources aux États-Unis 1950-2020 (données EIA).

Le tableau ci-dessous et les graphiques ci-contre permettent de noter :
- le tassement de la production totale d'électricité depuis la crise de 2008 : -2,8 % de 2007 à 2017, après une multiplication par 12,4 entre 1950 et le pic de 2007 (4 157 TWh) ; en 2022 elle n'est que 3 % au-dessus de son niveau de 2010 ;
- la prédominance des combustibles fossiles : 58,9 % en 2023 ; le charbon, bien qu'en forte baisse depuis son apogée à 57 % atteint en 1987-88, représente encore 15,9 % de la production d'électricité en 2023, mais il a été dépassé par le gaz naturel en 2016 et a reculé de 63 % depuis 2010 ; la part des combustibles fossiles recule de 13 % de 2010 à 2023 ;
- la forte remontée de la part du gaz naturel : tombé à 9 % en 1988, il atteint 42,7 % en 2023, battant son record de 1970 ; l'essor du gaz de schiste est la principale source de ce revival ;
- la quasi-disparition du pétrole : 0,4 % en 2023 contre 17 % dans les années 1970 ;
- la stabilité du nucléaire à 18-20 % depuis plus de 20 ans ;
- la remontée progressive des énergies renouvelables : après un long déclin de 30,3 % en 1950 à 8,3 % en 2007, elles sont remontées à 22,6 % en 2023, grâce surtout à l'essor de l'éolien et plus récemment du solaire.

| TWh                                        | 1950   | 1960   | 1970   | 1980   | 1990   | 2000   | 2010   |
| ------------------------------------------ | ------ | ------ | ------ | ------ | ------ | ------ | ------ |
| Charbon                                    | 154,5  | 403,1  | 704,4  | 1161,6 | 1594,0 | 1966,3 | 1847,3 |
| Gaz naturel                                | 44,6   | 158,0  | 372,9  | 346,2  | 383,1  | 615,0  | 999,0  |
| Pétrole                                    | 33,7   | 48,0   | 184,2  | 246,0  | 126,5  | 111,2  | 37,1   |
| ss-total fossiles                          | 232,8  | 609,0  | 1261,5 | 1753,8 | 2103,6 | 2692,5 | 2883,4 |
| Nucléaire                                  | -      | 0,5    | 21,8   | 251,1  | 576,9  | 753,9  | 807,0  |
| Hydroélectricité                           | 100,9  | 149,4  | 251,0  | 279,2  | 292,9  | 275,6  | 260,2  |
| - Pompage-turbinage                        | -      | -      | -      | -      | -3,5   | -5,5   | -5,5   |
| Bois                                       | 0,4    | 0,1    | 0,1    | 0,3    | 32,5   | 37,6   | 37,2   |
| Déchets                                    | -      | -      | 0,2    | 0,2    | 13,3   | 23,1   | 18,9   |
| Géothermie                                 | -      | 0,03   | 0,5    | 5,1    | 15,4   | 14,1   | 15,2   |
| Solaire                                    | -      | -      | -      | -      | 0,4    | 0,5    | 1,2    |
| Éolien                                     | -      | -      | -      | -      | 2,8    | 5,6    | 94,7   |
| ss-total renouvelables                     | 101,3  | 149,6  | 251,8  | 284,7  | 353,7  | 350,9  | 421,9  |
| Total production                           | 334,1  | 759,2  | 1535,1 | 2289,6 | 3037,8 | 3802,1 | 4125,1 |
| % renouvelables                            | 30,3 % | 19,7 % | 16,4 % | 12,4 % | 11,6 % | 9,2 %  | 10,2 % |
| Source : Energy Information Administration |        |        |        |        |        |        |        |

| TWh | 2010    | 2015    | 2019    | 2020    | 2021    | 2022    | 2023    | 2024    | % 2024 | Δ* 2024/10 |
| --- | ------- | ------- | ------- | ------- | ------- | ------- | ------- | ------- | ------ | ---------- |
| Charbon | 1 847,3 | 1 352,4 | 965,0   | 773,4   | 898,0   | 831,5   | 675,1   | 652,8   | 14,9 % | -65 %      |
| Gaz* | 999,0   | 1 347,8 | 1 601,1 | 1 638,6 | 1 590,6 | 1 698,8 | 1 817,8 | 1 874,7 | 42,7 % | +88 %      |
| Pétrole | 37,1    | 28,2    | 18,3    | 17,3    | 19,2    | 22,9    | 16,2    | 15,3    | 0,3 %  | -59 %      |
| ss-total fossiles | 2 883,4 | 2 727,2 | 2 581,7 | 2 429,3 | 2 507,8 | 2 553,2 | 2 509,1 | 2 542,8 | 57,9 % | -12 %      |
| Nucléaire | 807,0   | 797,2   | 809,4   | 789,9   | 779,6   | 771,5   | 774,9   | 782,0   | 17,8 % | -3 %       |
| Hydroélectricité | 260,2   | 249,1   | 287,9   | 285,3   | 251,6   | 254,8   | 245,0   | 242,2   | 5,5 %  | -7 %       |
| - Pompage-turbinage | -5,5    | -5,1    | -5,3    | -5,3    | -5,1    | -6,0    | -6,0    | -5,9    | -0,1 % | ns         |
| Bois | 37,2    | 41,9    | 38,5    | 36,2    | 36,5    | 35,5    | 31,6    | 31,9    | 0,7 %  | -14 %      |
| Déchets | 18,9    | 21,7    | 19,0    | 18,5    | 17,8    | 16,4    | 15,6    | 14,9    | 0,3 %  | -21 %      |
| Géothermie | 15,2    | 15,9    | 15,5    | 15,9    | 16,0    | 16,1    | 16,4    | 15,7    | 0,4 %  | +3 %       |
| Solaire PV* | 0,4     | 35,8    | 103,7   | 127,6   | 161,5   | 202,1   | 236,1   | 300,0   | 6,8 %  | x750       |
| Solaire thermodyn.* | 0,8     | 3,2     | 3,2     | 3,1     | 2,9     | 3,0     | 2,8     | 3,1     | 0,07 % | +287 %     |
| Éolien | 94,7    | 190,7   | 295,9   | 337,9   | 378,2   | 434,3   | 421,1   | 453,5   | 10,3 % | +379 %     |
| ss-total EnR | 421,9   | 558,4   | 763,6   | 819,2   | 859,3   | 956,1   | 968,6   | 1 061,3 | 24,2 % | +152 %     |
| Autres | 12,9    | 14,0    | 13,3    | 12,9    | 12,1    | 11,1    | 10,0    | 8,6     | 0,2 %  | -33 %      |
| Total production | 4 125,1 | 4 092,9 | 4 165,6 | 4 051,3 | 4 158,9 | 4 292,0 | 4 257,7 | 4 388,7 | 100 %  | +6,4 %     |
| % renouvelables | 10,2 %  | 13,3 %  | 18,3 %  | 20,2 %  | 20,9 %  | 22,4 %  | 22,6 %  | 24,2 %  |        |            |
| * Δ = variation ; gaz : gaz naturel + autres gaz ; solaire thermodyn. : solaire thermodynamique solaire PV (photovoltaïque) : y compris solaire réparti (petites installations), estimé à partir de 2014 Source : Energy Information Administration , |         |         |         |         |         |         |         |         |        |            |

Selon les prévisions 2023 de l'Energy Information Administration, selon les scénarios envisagés, les émissions de CO2 liées à l'énergie baissent de 25 % à 38 % en 2030 par rapport au niveau de 2005, alors que les engagements pris par les États-Unis lors de l'accord de Paris sur le climat affichaient une baisse de 50 à 50 %. La consommation d'électricité progresse dans tous les scénarios. Les puissances installées solaires progressent de 325 % à 1019 % en 2050 par rapport à 2022 et celles de l'éolien de 138 % à 235 %. La production des centrales au gaz naturel baisse dans la plupart des scénarios, celle des centrales à charbon recule de 59 % à 71 %.

### Taux de décarbonation de la production d'électricité
Avec 17,8 % de nucléaire et 24,2 % d'énergies renouvelables, la production d'électricité est décarbonée à 41,9 % en 2024 ; 21 États dépassent le seuil de 50 % d'électricité décarbonée :
| GWh | Prod.élec.* , | Nucléaire | Renouv. , | dont hydr.* , | dont éolien | dont solaire* , | % renouv. | % décarboné |
| --- | ------------- | --------- | --------- | ------------- | ----------- | --------------- | --------- | ----------- |
| Vermont | 2 782         |           | 2 775     | 1 529         | 355         | 468             | 99,7 %    | 99,7 %      |
| Dakota du Sud | 20 510        |           | 16 075    | 4 214         | 12 129      | 346             | 81,4 %    | 81,4 %      |
| Washington | 102 169       | 9 967     | 71 070    | 60 458        | 8 421       | 1 070           | 69,6 %    | 79,3 %      |
| Washington D.C. | 468           |           | 359       |               |             | 303             | 76,7 %    | 76,7 %      |
| New Hampshire | 17 659        | 9 677     | 3 230     | 1 592         | 445         | 365             | 18,3 %    | 73,1 %      |
| Maine | 14 773        |           | 10 215    | 3 781         | 2 832       | 2 092           | 69,1 %    | 69,1 %      |
| Idaho | 18 679        |           | 12 814    | 8 219         | 2 835       | 1 289           | 68,6 %    | 68,6 %      |
| Illinois | 188 017       | 99 212    | 29 388    | 74            | 24 432      | 4 628           | 15,6 %    | 68,4 %      |
| Kansas | 58 648        | 9 204     | 30 653    | 20            | 30 320      | 250             | 52,3 %    | 68,0 %      |
| Iowa | 70 353        | 0         | 44 306    | 958           | 44 306      | 1 150           | 66,3 %    | 66,3 %      |
| Californie | 245 854       | 18 379    | 140 607   | 30 549        | 14 818      | 77 498          | 57,2 %    | 64,7 %      |
| Oregon | 63 850        |           | 39 518    | 26 144        | 9 580       | 2 698           | 61,9 %    | 61,9 %      |
| Caroline du Sud | 101 017       | 53 770    | 7 595     | 2 121         | 0           | 3 591           | 7,51 %    | 60,7 %      |
| Montana | 26 472        |           | 149 767   | 8 616         | 5 853       | 474             | 56,5 %    | 56,5 %      |
| Tennessee | 75 503        | 32 186    | 9 110     | 8 040         | 22          | 11 785          | 12,1 %    | 54,7 %      |
| Maryland | 37 306        | 14 767    | 5 351     | 1 853         | 558         | 2 603           | 14,3 %    | 53,9 %      |
| Minnesota | 58 687        | 11 845    | 19 631    | 747           | 14 934      | 2 758           | 33,5 %    | 53,6 %      |
| Nebraska | 37 780        | 6 096     | 13 693    | 1 125         | 12 245      | 243             | 36,2 %    | 52,4 %      |
| New York | 136 197       | 27 073    | 43 525    | 28 055        | 5 991       | 7 905           | 32,0 %    | 51,8 %      |
| New Jersey | 64 635        | 27 677    | 5 635     | -228          | 19          | 5 189           | 8,7 %     | 51,5 %      |
| Nouveau-Mexique | 40 949        |           | 20 634    | 189           | 15 285      | 5 120           | 50,4 %    | 50,4 %      |
| * Prod.élec. = production des centrales + production solaire répartie ; Renouv. = Renouvelables ; hydr. = hydroélectricité (net du pompage). Source : EIA. |               |           |           |               |             |                 |           |             |

Huit autres États (Arizona, Caroline du Nord, Géorgie, Colorado, Oklahoma, Nevada, Connecticut, Alabama) ont un taux de décarbonation situé entre 40 et 50 %.
À la fin de 2018, 29 États ainsi que le district fédéral de Columbia ont adopté des « normes de portefeuille renouvelable » (renewable portfolio standards) qui imposent aux fournisseurs d'électricité des quotas d'électricité renouvelable ou de technologies éligibles. En septembre 2019, sept d'entre eux se sont fixé des objectifs de 100 % d'« électricité propre » (ou « décarbonée » ou « neutre en carbone ») d'ici 2050 : Maine, New York, Californie, Hawaï, Nevada, Nouveau Mexique, Washington et le District fédéral de Columbia.

### Réglementation

#### Organisation du secteur
Le secteur électrique est encore aujourd'hui en grande partie aux mains des utilities, entreprises publiques ou privées historiquement responsables de l'approvisionnement en électricité sur le territoire d'un État. Le terme anglais « utility » pourrait être traduit par « entreprise de service public », bien que son sens soit légèrement différent : elle peut être publique ou privée, mais est toujours soumise à un arsenal réglementaire contraignant destiné à garantir le respect d'une série d'objectifs considérés comme étant d'intérêt général. La plupart de ces réglementations concernent les segments du marché électrique qui constituent des monopoles naturels : transport et distribution ; il s'agit bien entendu d'éviter tout abus de monopole ; la production et la commercialisation, étant des activités pleinement concurrentielles, jouissent d'une liberté beaucoup plus large.
Chaque état dispose d'une Public utilities commission chargée de contrôler les utilities, de réglementer leurs tarifs et leurs services.
Dans plusieurs états existent des Utility cooperatives, coopératives de service public, dont les membres sont leurs clients ; elles ont été créées dans les régions rurales à l'époque du New Deal pour promouvoir l'électrification rurale ; elles sont aidées par le Rural Utilities Service, agence du département de l'Agriculture des États-Unis.
Le Public Utility Holding Company Act, loi votée en 1935 par le Congrès des États-Unis pour renforcer la régulation des groupes opérant dans les services publics, notamment les groupes électriques, leur imposait deux mesures restrictives :
- limitation de leur activité à un seul État des États-Unis, afin de soumettre les sociétés concernées à la régulation sectorielle, notamment tarifaire, qui s'exerce au niveau des États ;
- recentrage de leurs activités sur le domaine régulé : avant tout engagement dans des activités non régulées, elles devaient obtenir une approbation préalable de la Securities and Exchange Commission (SEC) et, le cas échéant, organiser une séparation stricte entre activités régulées et non régulées.

En 1978, la loi Public Utility Regulatory Policies Act (PURPA) impose, afin de promouvoir les énergies renouvelables, aux utilities, opérateurs électriques bénéficiant d'un monopole naturel (= propriétaires de réseaux), l'obligation d'achat d'électricité d'autres producteurs plus efficaces, si le coût de cet achat est inférieur au « coût évité » de l'utility elle-même pour le consommateur ; le coût évité est égal à la somme des coûts additionnels que l'utility devrait engager pour produire elle-même l'électricité requise, ou le cas échéant, pour l'acheter auprès d'une autre source. Cette loi instituait donc de fait une libéralisation du marché de la production d'électricité ; elle déclencha une avalanche de construction de nouvelles centrales par des Independent Power Producers (IPP - producteurs indépendants d'électricité), en particulier des centrales de cogénération. Cependant, bien qu'il s'agisse d'une loi fédérale, son application était confiée aux états fédérés, de sorte que certains firent peu et d'autres beaucoup pour l'appliquer.
La loi Energy Policy Act de 1992 rédigée par la Federal Energy Regulatory Commission (FERC) a été l'étape cruciale vers la déréglementation de l'électricité en Amérique du Nord, et a été complétée par les ordonnances 888 et 889 de la FERC en 1996, qui établissaient les fondements pour la déréglementation formalisée de cette industrie en organisant la création du réseau nodal d'Open Access Same-Time Information System (OASIS - Système d'information en temps réel du libre accès au réseau), pas de géant dans l'interconnexion des réseaux américains.
Le 8 août 2005, l'Energy Policy Act voté par les deux chambres du Congrès abolit les restrictions issues de PUHCA, en dépit des objections des organisations de consommateurs, de protection de l'environnement, des syndicats et des agences de notation. L'abolition devint effective le 8 février 2006.
Le mouvement d'ouverture à la concurrence du marché de l'électricité a été moins poussé qu'en Europe, du moins dans le marché de détail : la possibilité de choisir son fournisseur a certes doublé entre 2000 et 2013, mais elle n'est ouverte qu'à 13 % du marché résidentiel. En 2015, 18 États avaient introduit une forme de concurrence dans ce segment, mais 14 seulement avaient renoncé à instituer des limites de prix fixées par l’État ou un régulateur ; tous ces États avaient introduit la concurrence « retail » dès les années 1990 et aucun État ne l’a fait depuis la crise californienne de 2001.

#### Politique énergétique
Les nombreuses interventions de l'état fédéral ont surtout visé à ouvrir le secteur à la concurrence, à réduire la dépendance énergétique du pays en soutenant la production d'électricité à partir de ressources nationales ou en promouvant les économies d'énergie, ou à combattre la pollution. Mais aucune réglementation d'envergure n'avait été mise en place pour lutter contre le réchauffement climatique.
À six mois de la Conférence de Paris de 2015 sur le climat, le président des États-Unis a dévoilé le 3 août 2015 un plan de lutte contre le réchauffement climatique dans le secteur de l'électricité : le « Clean Power Plan (en) ». Les nouvelles règles édictées dans ce plan visent à réduire de 32  % d’ici à 2030, par rapport à 2005, les émissions de CO2 des centrales électriques, qui représentent 31  % des émissions totales de gaz à effet de serre du pays ; leurs émissions de dioxyde de soufre seront réduites de 90 % et celles d'oxydes d'azote de 72 %. La part des énergies renouvelables sera portée à 28 % d’ici à 2030, contre 13 % en 2014,. Les nouvelles règles édictées dans ce plan vont au-delà des propositions émises en 2014 par l’Agence de protection de l’environnement (EPA) : 32 % de réduction des émissions de carbone au lieu des 30 % proposés par l'EPA et 28 % d'énergies renouvelables au lieu de 22 %. En 2014, plus de 500 centrales électriques au charbon alimentent le pays ; c’est la première source d’électricité dans une vingtaine d’états, du Wyoming à l’Utah, en passant par l’Arizona. Si le plan pour une énergie propre est mis en application, la part de ce combustible dans la production d’électricité aux États-Unis passera de 39  % en 2014 à 27  % en 2030. La Maison-Blanche estime que l'EPA peut imposer ces règles aux états, s’appuyant sur une décision de la Cour suprême datant de 2007, qui, donnant tort à l’administration Bush, avait alors jugé que les GES étaient des «polluants» et avait estimé que l’EPA avait autorité pour réguler les émissions de gaz à effet de serre, en vertu du Clean Air Act de 1963.
L'objectif de réduction de 32 % des émissions de CO2 du secteur électrique par rapport à 2005 est moins ambitieux qu'il ne parait : en effet, ces émissions ont déjà baissé de 15,1 % de 2005 (2 415,6 millions de m3 de CO2) à 2014 (2 051,3 millions de m3 de CO2, dont 77 % émis par les centrales au charbon) ; près de la moitié de la réduction a donc été déjà réalisée en 9 années sur 25.
Malgré la décision de sortie de l'Accord de Paris sur le climat prise par Donald Trump en juin 2017, près de 13 gigawatts de capacités de production à partir de charbon devraient disparaître en 2018. Plus de 85 % des capacités éoliennes sont installées dans des districts qui ont voté Trump en 2016, selon l'AWEA (association des entreprises américaines de l'éolien). Le prix des modules photovoltaïques a été divisé par dix en dix ans et celui des turbines éoliennes par deux entre 2009 et 2017 ; au Texas, l'éolien est déjà la source d'énergie la moins chère du marché, selon Bloomberg New Energy Finance. En Californie, le solaire sera la source la moins onéreuse d'électricité dès le début des années 2020, malgré la baisse des crédits d'impôts.
Au Texas, le Sénat de l'État adopte une loi visant à freiner le développement des énergies renouvelables, qui assurent plus de 30 % de la production d'électricité texane. Les Républicains font porter aux énergies renouvelables la responsabilité des coupures de courant dévastatrices survenues en février 2021, lorsqu'une vague de froid record a sévi au Texas. La tempête Uri a causé la mort de centaines de personnes et causé des dommages économiques chiffrés à plus de 100 milliards de dollars. Mais selon l'Agence internationale de l'énergie les causes de cette crise sont plutôt l'absence d'interconnexion du réseau texan avec ceux des États voisins et l'incapacité des centrales à gaz à répondre à une demande qui avait triplé. Cette loi interdit la construction d'une ferme éolienne située à moins de 3.000 pieds (914 mètres) de la limite d'une propriété, impose aux installations existantes de demander un permis pour augmenter leur capacité ou pour modifier l'emplacement des éoliennes ou des panneaux solaires, alors qu'il n'existe pas de règles au Texas interdisant de créer des installations pétrolières ou gazières à proximité du terrain d'un voisin. Une autre loi en cours d'examen par les élus texans prévoit des subventions à hauteur de 10 milliards de dollars pour des centrales électriques fonctionnant au gaz, d'une capacité totale de 10 GW.
L’État du Texas veut faire payer aux utilisateurs de voitures électriques une taxe autoroutière. L’entretien des autoroutes texanes est financés par une taxe sur les carburants de 20 cents par gallon, soit 5 centimes par litre. Comme les conducteurs de voitures électriques ne paient pas cette taxe, un projet de loi institue une taxe de 200 dollars annuels pour compenser leur indépendance aux carburants fossiles. La Chambre des représentants du Texas a déjà validé ce projet de loi.

### Centrales thermiques fossiles

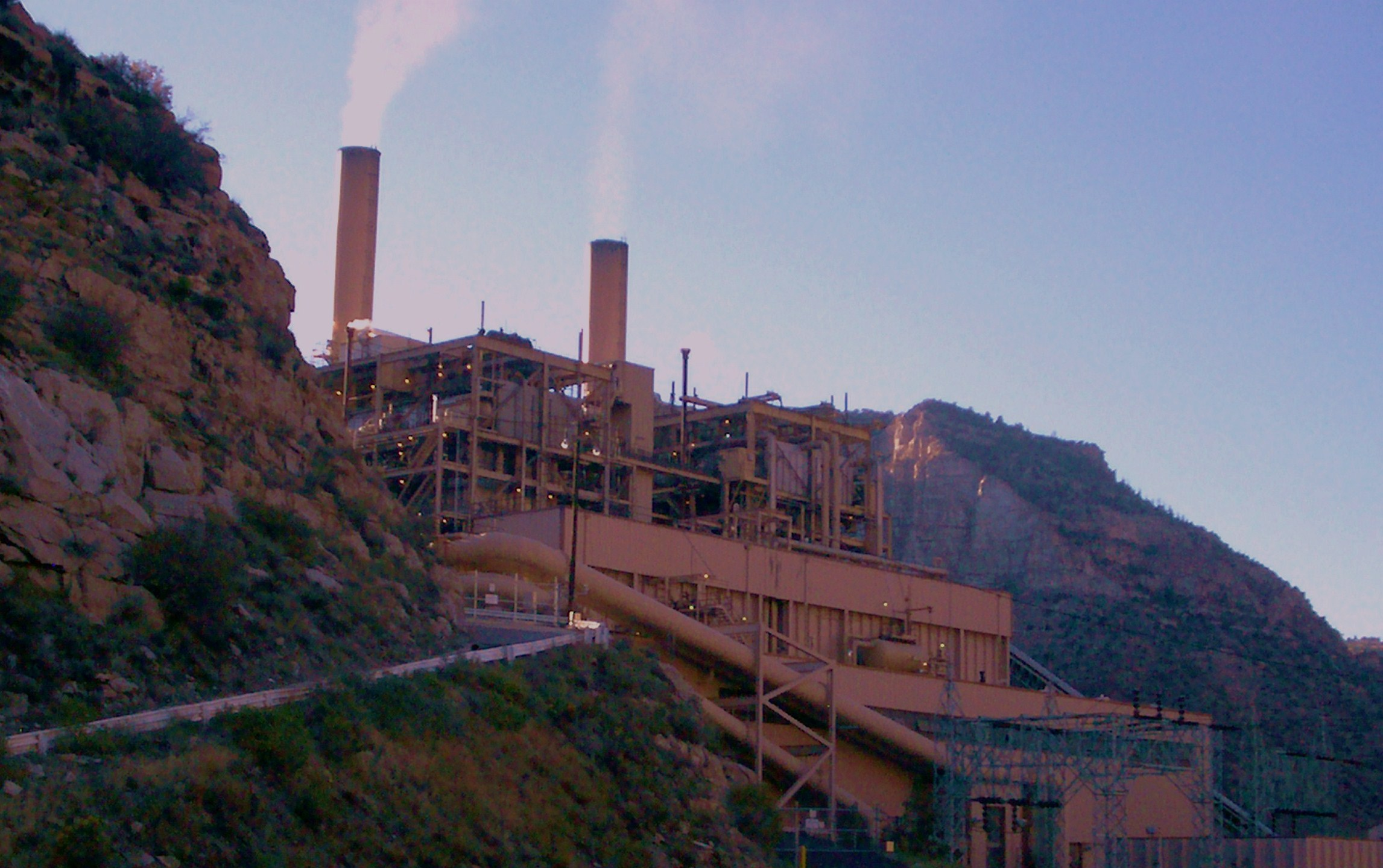
Centrale de Castle Gate (190 MW) dans l'Utah en 2007.

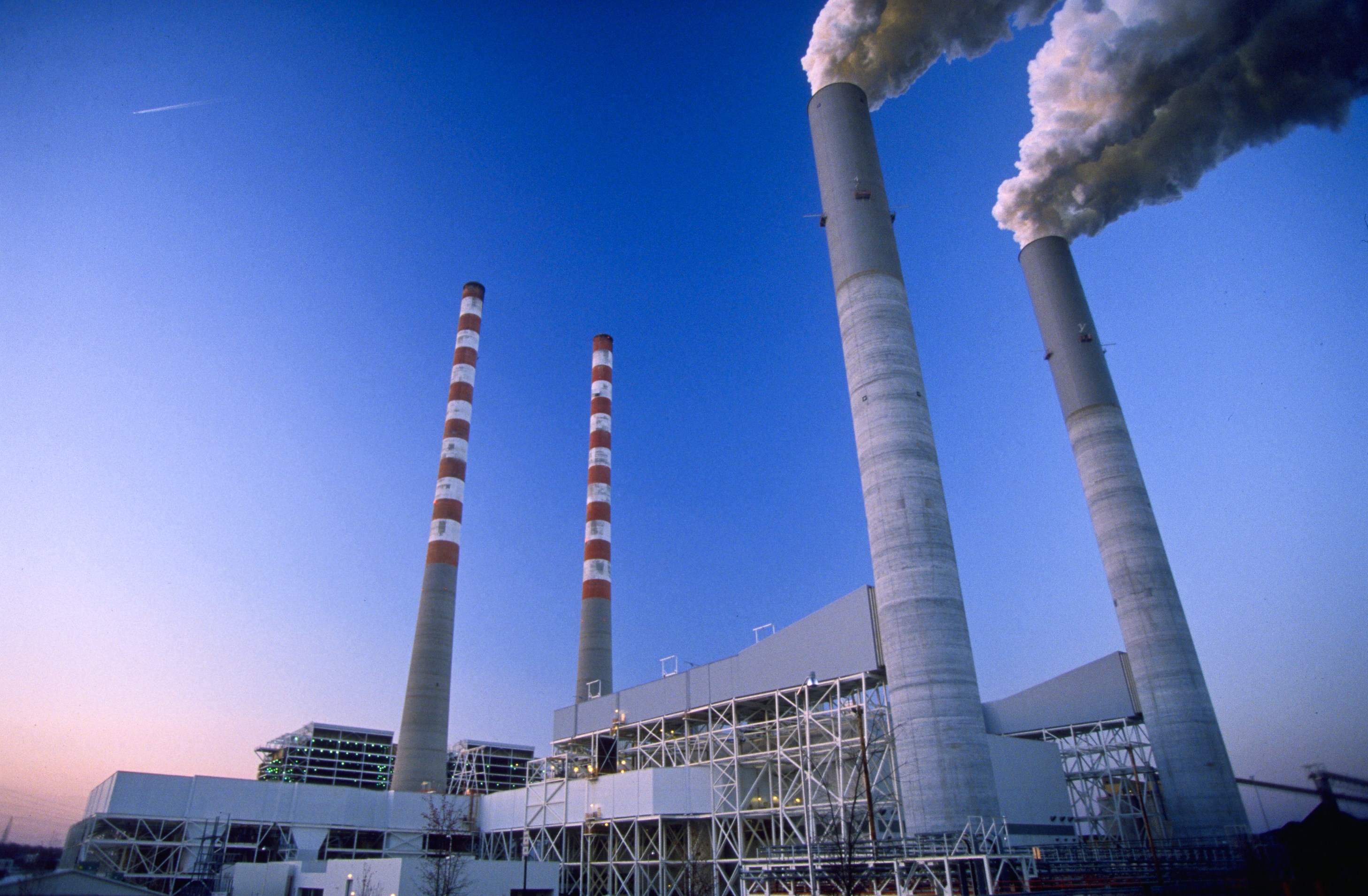
centrale de Cumberland, dans l'État du Tennessee, 2600 MW.

Le charbon, abondant aux États-Unis, y était la première source de production d'électricité jusqu'en 2015. Mais il a été dès 2012 quasiment évincé par le gaz naturel pour la construction des nouvelles centrales, et sa part dans la production électrique est passée de 51,7 % en 2000 à 14,9 % en 2024 contre 42,7 % pour le gaz naturel.
En 2021, le charbon était la source d'énergie la plus utilisée pour la production d'électricité dans 15 États, contre 32 en 2001 ; le gaz naturel était en tête dans 23 États contre 7 en 2001. L'éolien a remplacé le charbon comme source d'électricité dominante dans trois États : Iowa, Kansas et Dakota du Sud. Le charbon garde encore une part supérieure à 70 % dans quatre États : Virginie Occidentale (91 %), Missouri (75 %), Wyoming (74 %) et Kentucky (71 %).
En 2022, les producteurs d'électricité ont consommé 469,9 Mt (millions de tonnes) de charbon, contre 1 045 Mt lors du pic de 2007, 538,6 Mt en 2019 et 501,4 Mt en 2021.
| Année | Charbon | Pétrole | Gaz naturel | Autres gaz | Total |
| ----- | ------- | ------- | ----------- | ---------- | ----- |
| 2006  | 616     | 1 148   | 1 659       | 46         | 3 469 |
| 2007  | 606     | 1 163   | 1 659       | 46         | 3 474 |
| 2010  | 580     | 1 169   | 1 657       | 48         | 3 454 |
| 2011  | 589     | 1 146   | 1 646       | 41         | 3 422 |
| 2012  | 557     | 1 129   | 1 714       | 44         | 3 444 |
| 2013  | 518     | 1 101   | 1 725       | 44         | 3 388 |
| 2014  | 491     | 1 082   | 1 749       | 43         | 3 365 |
| 2015  | 427     | 1 082   | 1 779       | 45         | 3 333 |
| 2016  | 381     | 1 076   | 1 801       | 45         | 3 303 |
| 2017  | 359     | 1 080   | 1 820       | 44         | 3 303 |
| 2018  | 336     | 1 087   | 1 854       | 46         | 3 323 |
| 2019  | 308     | 1 090   | 1 899       | 43         | 3 340 |
| 2020  | 284     | 1 091   | 1 926       | 42         | 3 343 |
| 2021  | 269     | 1 104   | 2 020       | 37         | 3 430 |
| 2022  | 242     | 1 084   | 2 073       | 33         | 3 432 |

| Nom de la centrale         | État                 | Date de mise en service | Puissance en MW |
| -------------------------- | -------------------- | ----------------------- | --------------- |
| centrale de Bowen          | Géorgie              | 1971-1975               | 3 500           |
| centrale de Gibson         | Indiana              | 1975-1982               | 3 340           |
| centrale de Monroe         | Michigan             | 1971-1974               | 3 280           |
| centrale John E. Amos      | Virginie-Occidentale | 1971-1973               | 2 933           |
| centrale James H.Miller Jr | Alabama              | 1978-1991               | 2 822           |
| centrale W. A. Parish      | Texas                | 1977-1982               | 2 737           |
| centrale de Cumberland     | Tennessee            | 1973                    | 2 600           |
| centrale de Gavin          | Ohio                 | 1974-1975               | 2 600           |
| centrale de Rockport       | Indiana              | 1984-1989               | 2 600           |
| centrale de Paradise       | Tennessee            | 1963-1970               | 2 558           |
| centrale de Roxboro        | Caroline du Nord     | 1966-1980               | 2 558           |

| Nom de la centrale             | État             | Date de mise en service | Puissance en MW |
| ------------------------------ | ---------------- | ----------------------- | --------------- |
| West County Energy Center      | Floride          | 2009-2011               | 4 263           |
| centrale Dynegy Moss Landing   | Californie       | 1967-2002               | 2 802           |
| centrale de Ravenswood         | New York         | 1967-2002               | 2 625           |
| centrale de Gila River         | Arizona          | 2003                    | 2 476           |
| centrale de Martin             | Floride          | 1994-2005               | 2 448           |
| centrale Union Power Partners  | Arizona          | 2003                    | 2 428           |
| centrale de Sanford            | Floride          | 1969-2003               | 2 378           |
| centrale Mystic                | Maryland         | 1975-2003               | 2 361           |
| centrale H.L.Culbreath Bayside | Floride          | 1965-2009               | 2 294           |
| centrale Sherwood H Smith Jr   | Caroline du Nord | 2001-2011               | 2 282           |
| Hines Energy Complex           | Floride          | 1999-2005               | 2 262           |
| centrale McIntosh              | Floride          | 1994-2007               | 2 187           |
| centrale de Willow Glen        | Louisiane        | 1960-1976               | 2 178           |
| centrale de Fort Myers         | Floride          | 1958-2003               | 2 083           |
| centrale de Cedar Bayou        | Texas            | 1970-2009               | 2 065           |
| centrale de Sabine             | Texas            | 1962-1979               | 2 051           |
| centrale H.Allen Franklin      | Alabama          | 2002-2008               | 1 996           |
| centrale de Nine Mile Point    | Louisiane        | 1955-1973               | 1 960           |
| AES Alamitos LLC               | Californie       | 1956-1966               | 1 922           |
| centrale de Lauderdale         | Floride          | 1957-1993               | 1 863           |
| Midland Cogeneration Venture   | Michigan         | 1989-1998               | 1 849           |
| Forney Energy Center           | Texas            | 2003                    | 1 784           |
| Lincoln Combustion             | Caroline du Nord | 1995-1996               | 1 754           |
| centrale Haynes                | Californie       | 1962-2005               | 1 750           |
| Midlothian Energy Facility     | Texas            | 2000-2001               | 1 734           |
| Elwood Energy LLC              | Illinois         | 1999-2001               | 1 728           |
| centrale de Seminole           | Oklahoma         | 1971-1975               | 1 724           |
| centrale de Lagoon Creek       | Tennessee        | 2001-2010               | 1 625           |
| centrale de Ormond Beach       | Californie       | 1971-1973               | 1 612           |

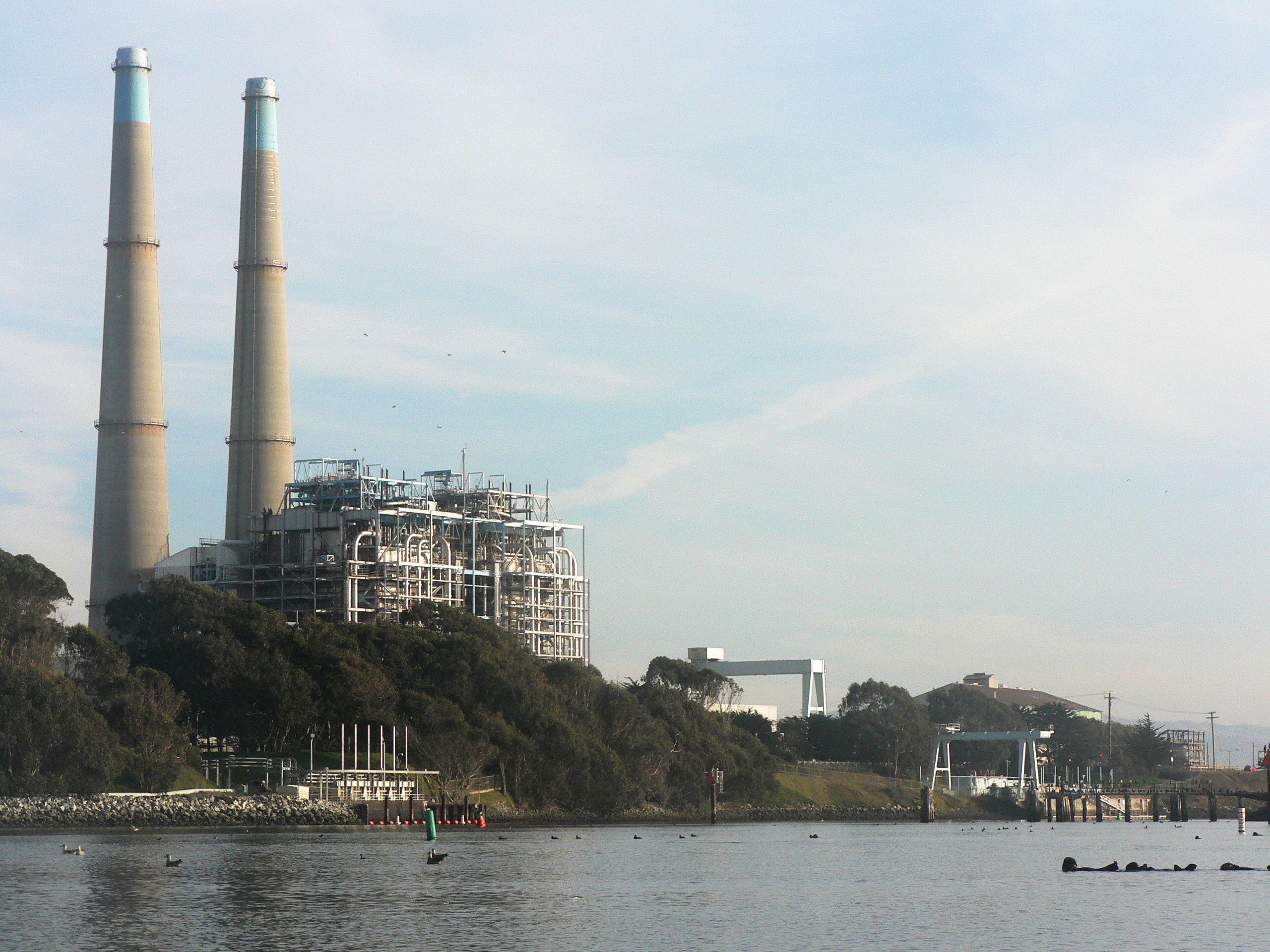
Centrale à gaz naturel de Moss Landing en Californie.

Plusieurs de ces centrales brûlent également divers produits pétroliers.

### Énergie nucléaire

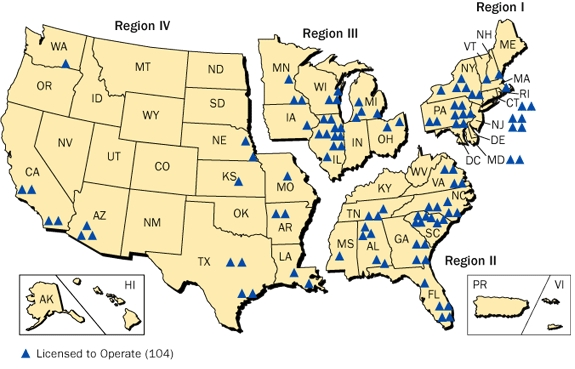
Carte des centrales nucléaires des États-Unis.
source : U.S. Nuclear Regulatory Commission.

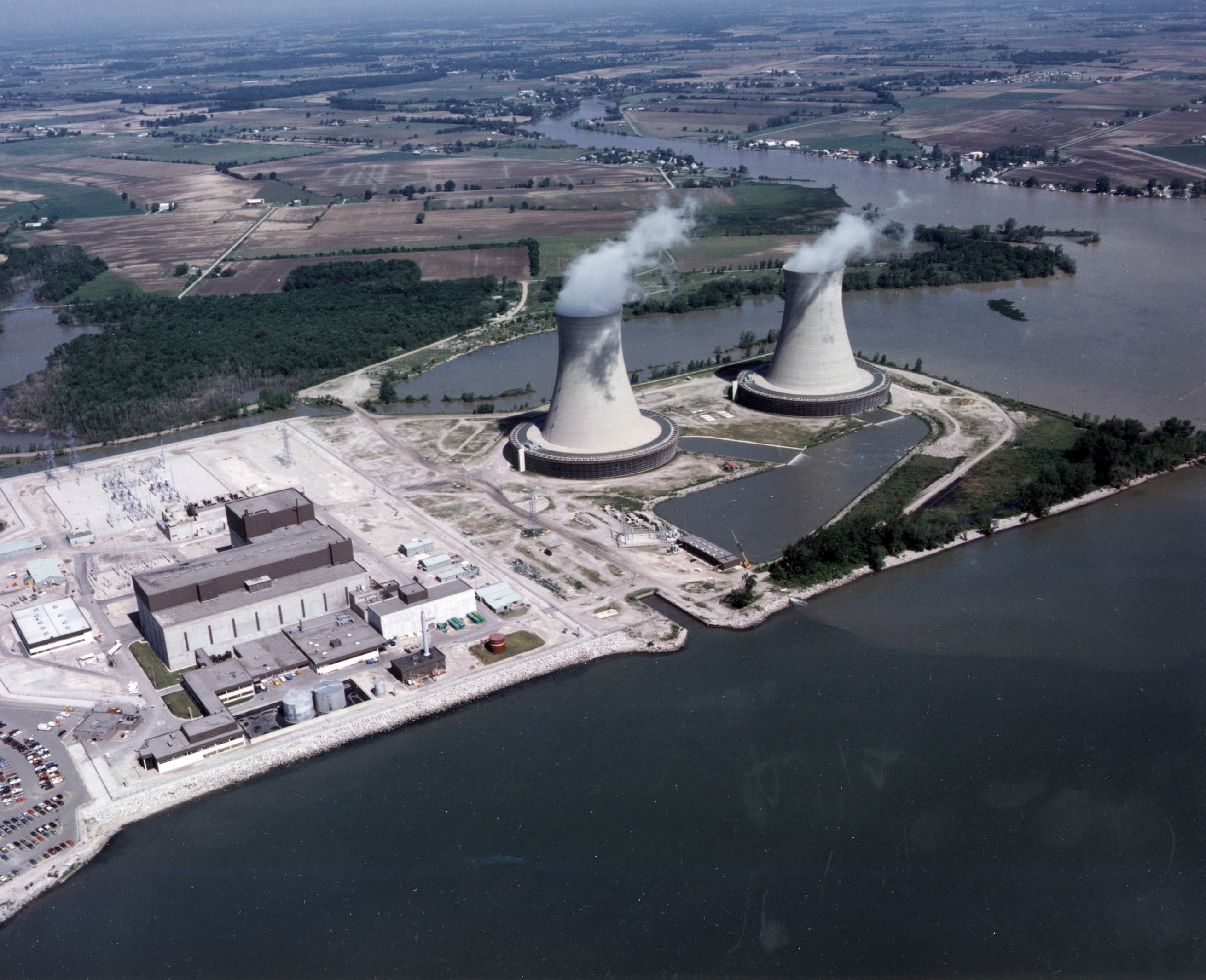
Centrale nucléaire Enrico Fermi dans le Michigan.

En août 2025, les 94 réacteurs nucléaires en activité aux États-Unis totalisent une puissance électrique de 96 952 MW et ont produit 781,98 TWh en 2024, soit 18,2 % de la production d'électricité du pays,le plaçant au premier rang mondial de la production d'énergie d'origine nucléaire ; aucun réacteur n'est en construction et 41 ont été arrêtés définitivement (19 976 MW). Les 94 réacteurs américains en fonctionnement représentent 22,6 % du nombre total de réacteurs dans le monde, et leur puissance nette totale représente 25,8 % du total mondial. Pour comparaison, le numéro deux, la France, a 57 réacteurs d'une puissance totale de 63 000 MW (16,7 %) et la Chine a 57 réacteurs d'une puissance totale de 55 320 MW (14,7 %).
Les centrales nucléaires ont produit 782 TWh en 2024, soit 17,8 % de la production nette nationale d'électricité.
En juin 2023, après la mise en service du réacteur Vogtle 3, le nombre de réacteurs en service est de 93 et leur puissance totale de 96 GW. Vogtle 3 (1 100 MW) est le premier réacteur de troisième génération AP1000 de Westinghouse mis en service aux États-Unis, avec sept ans de retard et un coût multiplié par deux. Le réacteur Vogtle 4 devrait démarrer fin 2023.
La production par gigawatt installé est 30 % plus élevée aux États-Unis qu'en France en 2019 : près de 8 térawattheures par gigawatt de capacité aux États-Unis contre 6 en France ; ceci s'explique pour l'essentiel par un fonctionnement en base : le nucléaire ne produit que 20 % de l'électricité produite aux États-Unis, ce qui permet de faire tourner les réacteurs au maximum de leur capacité, toute la journée et toute l'année, sans avoir à s'adapter aux variations de consommation.

#### Rentabilité des centrales et aides publiques
Une étude de Bloomberg New Energy Finance (BNEF) publiée en juin 2017 révèlait que 34 centrales nucléaires américaines sur les 61 étudiées perdaient de l'argent, leur coût étant supérieur à celui des centrales à gaz, du fait de l'abondance et du prix bas du gaz de schiste. Quatre centrales nucléaires étaient en cours de fermeture, tandis que quatre autres avaient fermé au cours des quatre dernières années. Les États de New York et de l'Illinois ont déjà accordé des aides pour la poursuite de l'exploitation de centrales nucléaires et des aides similaires sont demandées dans l'Ohio et la Pennsylvanie.
Alors qu'en 2006 le thème de la « renaissance du nucléaire » était abondamment évoqué aux États-Unis, où le japonais Toshiba investissait 5,4 milliards de dollars pour racheter l'américain Westinghouse et dévoilait des plans ambitieux prévoyant l'installation dans le pays de 45 nouveaux réacteurs avant 2030, dix ans plus tard le nucléaire accumule les déboires : en mars 2017, Westinghouse s'est placée sous le chapitre 11 de la loi sur les faillites des États-Unis, et au début août 2017 les électriciens Santee Cooper et Scana Corporation ont décidé de stopper la construction de deux nouveaux réacteurs à la centrale nucléaire de Virgil Summer en Caroline du Sud ; l'avancement de chantier était déjà parvenu à 40 %, mais le coût prévisionnel des deux réacteurs avait doublé, à vingt milliards de dollars, et le planning du chantier avait pris cinq ans de retard. Le nucléaire ne peut plus rivaliser avec les centrales au gaz de schiste, dix fois moins coûteuses en investissement ; la stratégie de l'industrie nucléaire est maintenant de prolonger l'exploitation des centrales existantes jusqu'à 80 ans. Il ne reste plus qu'un seul projet de centrale encore en cours de construction aux États-Unis, en Géorgie.
Neuf réacteurs ont fermé définitivement depuis 2013, et il est prévu que quatre autres s’arrêtent d’ici 2025, majoritairement en Californie et en Nouvelle-Angleterre :
| Nom du réacteur     | État          | Date de mise à l'arrêt | Puissance en MW | Type | Opérateur                  |
| ------------------- | ------------- | ---------------------- | --------------- | ---- | -------------------------- |
| Kewaunee            | Wisconsin     | 2013                   | 566             | PWR  | Dominion                   |
| San Onofre 2        | Californie    | 2013                   | 1100            | PWR  | Southern California Edison |
| San Onofre 3        | Californie    | 2013                   | 1100            | PWR  | Southern California Edison |
| Crystal River 3     | Floride       | 2013                   | 860             | PWR  | Duke                       |
| Vermont Yankee      | Vermont       | 2014                   | 620             | BWR  | Exelon                     |
| Fort Calhoun        | Nebraska      | 2016                   | 478             | PWR  | Exelon/OPPD                |
| Pilgrim             | New Jersey    | 2018                   | 610             | BWR  | Exelon                     |
| Oyster Creek        | Massachusetts | 2019                   | 610             | BWR  | Entergy                    |
| Three Mile Island 1 | Pennsylvanie  | 2019                   | 819             | PWR  | Exelon                     |
| Duane Arnold        | Iowa          | août 2020              | 601             | BWR  | NextEra Energy Resources   |
| Indian Point 2      | New York      | avril 2020             | 1067            | PWR  | Entergy                    |
| Indian Point 3      | New York      | avril 2021             | 1085            | PWR  | Entergy                    |
| Palisades           | Michigan      | 2022                   | 789             | PWR  | Entergy                    |
| Diablo Canyon 1     | Californie    | 2024                   | 1138            | PWR  | PG&E                       |
| Diablo Canyon 2     | Californie    | 2024                   | 1118            | PWR  | PG&E                       |

Le débat sur la fermeture anticipée de Diablo Canyon a été relancé en 2020 car, face à d’importantes vagues de chaleur et une demande record, le gestionnaire de réseau a dû multiplier les délestages par manque de capacité pilotable, illustrant ainsi l’importance critique que la centrale aura à l’avenir.
La Commission des services publics de Géorgie a donné son feu vert à la poursuite de la construction de deux nouveaux réacteurs à la centrale nucléaire de Vogtle, près d'Augusta, tout en fixant une limite de coûts ; le chantier devrait se terminer en 2021 ou 2022. Ce projet, engagé en 2007, mais retardé par la faillite de Westinghouse, pourrait coûter plus de 25 milliards de dollars, contre 14 milliards prévus initialement. C'est désormais le seul projet de réacteur nucléaire aux États-Unis, après l'abandon à l'été 2017 de la construction de deux autres réacteurs par la Caroline du Sud.
Le budget fédéral 2018 des États-Unis, voté en mars 2018, illustre un soutien renouvelé pour le nucléaire : l'Office of Nuclear Energy a reçu 1,2 milliard de dollars, en hausse de 20 %, dont 669 millions de dollars pour les programmes de R&D (+107 M$) et 35 M$ pour lancer un projet de réacteur de recherche à neutrons rapides (Versatile Advanced Test Reactor).
En mai 2018, le Sénat et l’Assemblée du New Jersey ont voté les textes législatifs nécessaires pour faire de cet État le troisième, après New York et l’Illinois, à avoir inclus le nucléaire dans ses programmes de subventions aux énergies propres ; les centrales nucléaires peuvent désormais bénéficier des Zero Emission Certificates (ZEC). En avril 2019, la Commission des entreprises de service public du New Jersey (New Jersey Board of Public Utilities) a attribué des certificats d’émission zéro (ZEC) aux réacteurs Salem 1 et 2 et à celui de Hope Creek. Ces trois réacteurs vont recevoir environ 100 millions de dollars par an chacun pendant trois ans.
Six réacteurs nucléaires américains ont été arrêtés avant la fin de leur durée de vie technique depuis 2013 et 12 autres devraient l’être d'ici 2025. Au total, ces 18 fermetures enlèveront plus de 15,8 GW de la production du réseau, soit 15 % de la capacité nucléaire existante. Début juillet 2018, une vaste coalition réunissant 75 ex-hommes d'État, responsables de la sécurité nationale et dirigeants industriels a exhorté Rick Perry, Secrétaire américain à l'Énergie, à prendre des mesures immédiates pour empêcher la fermeture des réacteurs nucléaires, rappelant les bénéfices d'un secteur nucléaire national fort sur le plan de la sécurité nationale compte tenu de la sécurité d’approvisionnement qu’il procure. Rick Perry a déclaré que le soutien financier des centrales nucléaires est essentiel à la sécurité nationale. Face à la hausse de la demande en électricité, il a confirmé que des travaux sont en cours pour proposer un plan de préservation de certaines des principales centrales nucléaires du pays. Le département de l'Énergie des États-Unis (DOE) étudie ainsi les moyens d’aider financièrement les installations nucléaires, y compris en obligeant les exploitants de réseaux à acheter cette électricité.
Cinq des six gouverneurs des États de la Nouvelle-Angleterre (Nord-Est des États-Unis) ont signé en août 2018 une lettre adressée à l’ISO-New England (ISO-NE), le gestionnaire du réseau, afin de lui demander d’étudier des moyens pour encourager le développement des énergies propres, faisant spécifiquement mention aux énergies renouvelables mais aussi au nucléaire. La lettre souligne en particulier les avantages du nucléaire et s’inquiète de la fermeture prochaine de la centrale Pilgrim (Massachusetts), qui ne laisserait en juin 2019 que deux centrales en fonctionnement dans la région, Millstone (Connecticut) et Seabrook (New-Hampshire), soit seulement 3 500 MW d’électricité de base.
En juillet 2019, l'Ohio est devenu le cinquième État à prendre des mesures pour accorder des compensations ou des aides aux centrales nucléaires, après le Connecticut, l'Illinois, le New Jersey et l'État de New York. Les 14 réacteurs dans dix centrales qui reçoivent ces soutiens représentent 9 % de la puissance de l'ensemble des centrales électriques de ces états et 13 % de la puissance installée nucléaire du pays. Par ailleurs, 55 % de la puissance nucléaire se trouvent sous le statut traditionnel où le prix de l'électricité à la production est réglementé par des commissions d'État, ce qui peut les protéger contre la pression des marchés de gros ; seules 30 % (en puissance) des centrales nucléaires sont directement exposées au marché de gros.
Plusieurs États ayant des centrales menacées de fermeture ont mis en place des aides financières, soit sous la forme de subventions directes, soit en leur appliquant les mêmes programmes d’exemptions de taxes que pour les sources renouvelables, appelés « Zero Emission Credits » (ZEC) :
| Centrale        | État        | Puissance en MW | 'Opérateur    | Date de l'aide | Date de fin prévue |
| --------------- | ----------- | --------------- | ------------- | -------------- | ------------------ |
| Fitzpatrick     | New York    | 813             | Exelon        | 2017           | 2029               |
| Nine Mile Point | New York    | 2019            | Exelon        | 2017           | 2029               |
| Ginna           | New York    | 580             | Exelon        | 2017           | 2029               |
| Clinton         | Illinois    | 1062            | Exelon        | 2017           | 2027               |
| Quad Cities     | Illinois    | 1819            | Exelon        | 2017           | 2027               |
| Millstone       | Connecticut | 2098            | Dominion      | 2019           | 2029               |
| Hope Creek      | New Jersey  | 1172            | PSEG          | 2019           | 2025               |
| Salem           | New Jersey  | 2327            | PSEG          | 2019           | 2025               |
| Davis-Besse     | Ohio        | 894             | Energy Harbor | 2021           | 2026               |
| Perry           | Ohio        | 1256            | Energy Harbor | 2021           | 2026               |
| Byron           | Illinois    | 2336            | Exelon        | 2021           | 2026               |
| Dresden         | Illinois    | 1734            | Exelon        | 2021           | 2026               |

Exelon a annoncé en 2020 une fermeture précoce pour 2021 de deux centrales dans l’Illinois, Byron et Dresden, afin de forcer le gouvernement local, qui ne peut se permettre une telle perte de capacité, à attribuer des ZEC pour ces sites. Le Congrès fédéral pourrait même voter prochainement un système d’aides fédérales aux réacteurs en difficulté, préservant ainsi le parc nucléaire dans son ensemble. En octobre 2021, Exelon annonce que ces deux centrales ne fermeront pas, grâce à une nouvelle loi de l'État de l'Illinois qui, prévoyant d'atteindre 50 % d'énergie « propre » à l'horizon 2040, a accordé près de 700 millions de dollars sur cinq ans à trois centrales nucléaires menacées de fermeture. Le Maryland et la Pennsylvanie étudient des dispositifs similaires.
Les exploitants ont largement optimisé le fonctionnement de leurs réacteurs, atteignant en 2019 un facteur de capacité record de 93,5 % sur l'ensemble du parc. Combinées avec la fermeture des réacteurs les moins rentables, ces performances ont fait passer le coût moyen de production du nucléaire américain de 42 $/MWh en 2012 à 30 $/MWh en 2019.
Un projet de l'administration Biden, pour parvenir à ses objectifs de décarbonation de l'électricité, prévoit d'octroyer jusqu'à 6 milliards de dollars de crédits zéro émission pour la période 2022-2026, alloués via un processus compétitif aux centrales nucléaires fragilisées financièrement, mais jugées sûres et dont la fermeture entrainerait une augmentation des émissions de CO2. Le 19 avril 2022, le Department of Energy annonce un programme d'appels à candidatures pour soutenir la poursuite de l'exploitation des réacteurs nucléaires américains, le « Civil Nuclear Credit Program » (CNC), doté de 6 milliards $, dans le cadre de la loi sur les infrastructures. La secrétaire à l'Énergie Jennifer M. Granholm déclare : « Les centrales nucléaires américaines fournissent plus de moitié de notre électricité décarbonée, et le Président Biden s'est engagé à maintenir ces centrales en activité pour atteindre nos objectifs en matière d'énergie propre ».

#### Prolongation de la durée de vie
L'autorité de sûreté nucléaire américaine, la NRC, a publié fin 2015 un projet de lignes directrices, soumis à consultation publique jusqu'en février 2016, pour « décrire les méthodes et techniques acceptables par les équipes de la NRC pour le renouvellement de licence » jusqu'à 80 ans d'exploitation. La NRC a accordé des renouvellements de licence jusqu'à 60 ans pour 81 réacteurs sur les 99 en service dans le pays. Les exploitants devront démontrer que les composants les plus sensibles, notamment la cuve qui ne peut être changée, pourront être exploités de manière sûre sur une telle durée. La centrale de Surry, en Virginie, pourrait être la première à faire l'objet d'une demande de licence pour prolongation à 80 ans de la durée de vie de ses deux réacteurs ; son propriétaire Dominion a annoncé le 6 novembre 2015 son intention de déposer cette demande, qui devrait être déposée en 2019 ; Dominion a informé en novembre 2017 la NRC de son intention de déposer la même demande pour les deux réacteurs de sa centrale de North Anna, également en Virginie.
En juillet 2018, l’opérateur américain Exelon a fait la demande d’une prolongation à 80 ans de ses réacteurs 2 et 3 à eau bouillante de la centrale de Peach Bottom (Pennsylvanie), qui ont déjà l’autorisation de fonctionner jusqu’à 60 ans, soit 2033 pour l’unité 2 et 2034 pour l’unité 3. Florida Power & Light avait déjà fait la même demande pour ses réacteurs à eau pressurisée 3 et 4 de la centrale de Turkey Point.
Le 5 décembre 2019, la Nuclear Regulatory Commission (NRC) octroie aux deux réacteurs de la centrale nucléaire de Turkey Point en Floride une licence pour prolonger leur durée de vie jusqu'à 80 ans, soit jusqu'en 2052 et 2053. C'est une première mondiale : la très grande majorité du parc nucléaire américain avait déjà obtenu une licence pour prolonger son exploitation de 40 à 60 ans, mais la demande de prolongation à 80 ans déposée par Florida Power & Light (FPL, filiale du groupe coté NextEra Energy) était la première. Des décisions sont attendues pour mars 2020 pour les deux réacteurs de Peach Bottom (Pennsylvanie), et pour juin 2020 pour les deux réacteurs de Surry (Virginie). Deux autres réacteurs en Virginie prévoient de déposer un dossier d'ici à fin 2020.
La centrale nucléaire de Diablo Canyon en Californie est censée s'arrêter en 2024 (réacteur 1) et 2025 (réacteur 2). Mais le gouverneur démocrate de Californie envisage en 2022 de prolonger son existence de cinq ans. Fin juin 2022, le parlement californien a approuvé un projet de loi sur l'énergie qui met de côté 75 millions de dollars pour prolonger la vie de centrales électriques. Cette somme pourrait être utilisée pour prolonger la vie de la centrale nucléaire. Le gouverneur Gavin Newsom a envoyé en août au parlement californien un projet de loi qui justifie cette option par l'accélération du réchauffement climatique qui augmente la demande en énergie et dégrade les capacités de sources de production. La centrale de Diablo Canyon fournit 8,6 % de l'électricité consommée en Californie. Selon une étude réalisée par l'université de Californie à Berkeley, 44 % des électeurs soutiennent désormais la construction de nouvelles centrales nucléaires, tandis que 37 % s'y opposent ; 39 % sont contre la fermeture prochaine de Diablo Canyon et 33 % y sont favorables. Au début septembre 2022, après que des températures de 43 degrés Celsius aient failli déclencher une panne généralisée d'électricité, les parlementaires californiens votent à une majorité des deux tiers le texte proposé par le gouverneur de Californie qui prévoit de prolonger le fonctionnement de la centrale jusqu'en 2030, en utilisant des financements fédéraux mis en place par l'administration Biden pour sauver des centrales nucléaires en difficulté. PG&E devra aussi convaincre la Commission de réglementation de l'énergie nucléaire (NRC) que la vie de la centrale peut être prolongée de façon sûre. Le 1er septembre 2022, le parlement californien vote une loi prolongeant de cinq ans, jusqu'à 2030, le fonctionnement de la centrale.
Au printemps 2024, le département de l'Énergie octroie sa garantie pour un prêt de 1,52 milliard de dollars (1,4 milliard d'euros) à Holtec International, pour redémarrer la centrale nucléaire de Palisades (Michigan), mise à l'arrêt en 2022. Spécialiste du démantèlement, Holtec a acheté plusieurs réacteurs récemment fermés en se finançant sur les provisions constituées, mais il perçoit le potentiel d'un redémarrage, car la demande d'électricité devrait être dopée ces prochaines années avec le développement de l'intelligence artificielle et les usines de batteries ou de semi-conducteurs.
Le 20 septembre 2024, Microsoft signe un contrat d'achat d'électricité d'une durée de vingt ans avec l'énergéticien Constellation qui ouvre la voie à la relance de la centrale nucléaire de Three Mile Island, dont le réacteur n°1, mis à l'arrêt en 2019 après 45 ans de fonctionnement, doit subir des travaux d'un coût de 1,6 milliard de dollars pour fournir, à partir de 2028, 837 MW de puissance à Microsoft jusqu'en 2054, sous réserve de l'approbation de la Commission de réglementation nucléaire des États-Unis. La motivation de Microsoft est la perspective d'un goulet d'étranglement dans l'intelligence artificielle lié à l'énergie : ses prévisions de besoins en électricité en 2030 ont été multipliées par six depuis 2020.
Le 3 juin 2025, Meta signe un contrat sur vingt ans avec Constellation Energy pour fournir en électricité décarbonée, à partir de juin 2027, des services comme Facebook ou Instagram via la production de la centrale nucléaire de Clinton (Illinois), mise en service en 1987.

#### Projets de petits réacteurs modulaires
L'industrie nucléaire américaine mise sur les petits réacteurs modulaires (PRM ou SMR en anglais), dont les projets se multiplient. Le projet le plus avancé est celui de NuScale, issu de la recherche publique et universitaire au début des années 2000. L'entreprise basée dans l'Oregon est aujourd'hui détenue par Fluor, un grand groupe de BTP et d'ingénierie, qui prévoit de l'introduire en Bourse en 2022. Le gouvernement a déjà apporté 400 $ millions pour développer son module de 77 MW, qui pourrait par exemple, en combinant 4 à 8 unités, remplacer des centrales de 300 ou 600 MW. Le marché est vaste : 150 000 MW de centrales au charbon vont s'arrêter dans les vingt ans. NuScale prévoit un coût de production à 58 $/MWh pour son premier projet américain, une centrale de 6 modules prévue à l'horizon 2029 pour un consortium de municipalités dans l'Idaho sur un site fédéral ; ce coût relativement réduit serait permis par un assemblage en grande partie en usine. L'entreprise TerraPower, fondée en 2006 avec le soutien de Bill Gates, vient de présélectionner la petite ville de Kemmerer, dans le Wyoming, pour construire un démonstrateur de 345 MW, un réacteur rapide refroidi au sodium appelé Natrium, développé avec GE-Hitachi. Il vise une mise en service en 2028, pour remplacer une centrale à charbon de PacifiCorp.
En 2024, les besoins en électricité liés à l'essor de l'intelligence artificielle (IA) explosent : une requête en ligne sur ChatGPT consomme dix fois plus d'électricité qu'une requête sur Google. Les acteurs de l'IA sont nombreux à se tourner vers les PRM pour faire face à ces besoins. Oracle a partagé son investissement dans trois réacteurs nucléaires de petite taille. OpenAI investit dans cette technologie à travers la société Oklo, qui alimentera Equinix, le principal fournisseur mondial en data centers de Microsoft. Alphabet a annoncé son soutien à Kairos Power pour fournir 500 MW d'électricité grâce à 7 PRM d'ici à 2035. Amazon a annoncé 500 millions d'investissement dans Dominion Energy et dans X-energy, pour une cible de 5 GW d'électricité d'ici 2039.

#### Relance du nucléaire conventionnel
Le président américain Donald Trump, opposé aux énergies renouvelables, veut relancer la filière nucléaire aux États-Unis. Il signe en mai 2025 une série de décrets exécutifs pour accélérer la construction de centrales. Un de ces décrets vise la construction de 10 grands réacteurs conventionnels. Dan Sumner, directeur général par intérim de Westinghouse, annonce le 9 juin 2025 que son groupe est en discussion avec les autorités pour déployer 10 grands réacteurs AP1000, en particulier pour alimenter des projets de supercalculateurs et les sociétés de la tech.

#### Approvisionnement en combustible nucléaire
Le 13 mai 2024, le président Joe Biden promulgue l'Prohibiting Russian Uranium Imports Act, loi transpartisane interdisant l’importation aux États-Unis d’uranium enrichi à moins de 20 % et produit par la Russie. Cette interdiction prend effet le 12 août 2024 et devrait courir jusqu’au 31 décembre 2040. Le texte de loi autorise la Secrétaire à l’Énergie à accorder temporairement des dérogations, jusqu’au 1er janvier 2028, aux centrales ou entreprises nucléaires dépendantes de l’uranium russe et n'ayant aucune source alternative. D’après un rapport de la Chambre des Représentants de décembre 2023, la Russie fournit en 2023 environ 24 % des besoins en combustible des centrales américaines. Les difficultés d’approvisionnement concernent surtout le combustible HALEU (« High Assay Low Enriched Uranium »), enrichi entre 5 et 20 %, nécessaire pour de nombreux réacteurs innovants et dont les seules capacités de production commerciales sont détenues par Rosatom. Le Département de l’Énergie (DOE) et les industriels du nucléaire américain se sont déjà engagés dans une stratégie d’augmentation de capacités sur l’ensemble de la chaîne amont du cycle. Après dix ans de déclin jusqu'à un étiage de quatre tonnes d’uranium en 2020, trois nouvelles mines ont été autorisées par le gouvernement et mises en exploitation en 2023 par l’opérateur Energy Fuels pour une production cible de 500 à 600 tonnes par an ; d’autres mines sont déjà envisagées. Dans l'enrichissement, Urenco prévoit d’accroitre de 15 % les capacités de son usine à Eunice (Nouveau-Mexique), la seule usine d’enrichissement commerciale des États-Unis, pour atteindre 5,7 millions d’UTS. Le département de l'Énergie a lancé le « Haleu Availability Program », qui cofinance notamment l’installation pionnière de Centrus à Piketon (Ohio), ayant produit en 2023 les premiers kilogrammes de Haleu américain. Le Congrès a voté en mars 2024 le « Nuclear Fuel Security Act » qui prévoit 2,7 milliards de dollars de crédits budgétaires destinés à financer de nouvelles installations de conversion et d’enrichissement. Les États-Unis deviennent ainsi les premiers contributeurs du groupe des « Sapporo 5 » (États-Unis, Canada, France, Japon, Royaume-Uni) qui s’est engagé lors de la COP28 (2023) dans un partenariat stratégique pour mettre en place une chaîne d’approvisionnement indépendante de la Russie, en promettant d’investir collectivement 4,2 milliards de dollars dans l’amont du cycle,.
Très dépendants de l'uranium enrichi russe pour faire tourner leurs 93 réacteurs nucléaires, les États-Unis sollicitent des investissements pour se passer de leurs fournisseurs russes au plus vite. Au niveau mondial, le russe Rosatom contrôle près de 45 % des capacités installées d'enrichissement, l'entreprise anglo-germano-néerlandaise Urenco 31 %, contre 12 % pour Orano et le solde pour le chinois CNNC. En mai 2024, l'administration Biden a adopté un embargo sur les importations d'uranium en provenance de Russie, avec un délai de grâce pour les énergéticiens jusqu'en 2028. Le 4 septembre 2024, l'État du Tennessee annonce engager des négociations exclusives avec le français Orano pour un projet de construction d'une nouvelle usine d'enrichissement d'uranium. Orano envisage la décision finale d'investissement fin 2025, après obtention des financements de l'État fédéral, des engagements de commandes des énergéticiens et d'une licence de la NRC.

### Énergies renouvelables

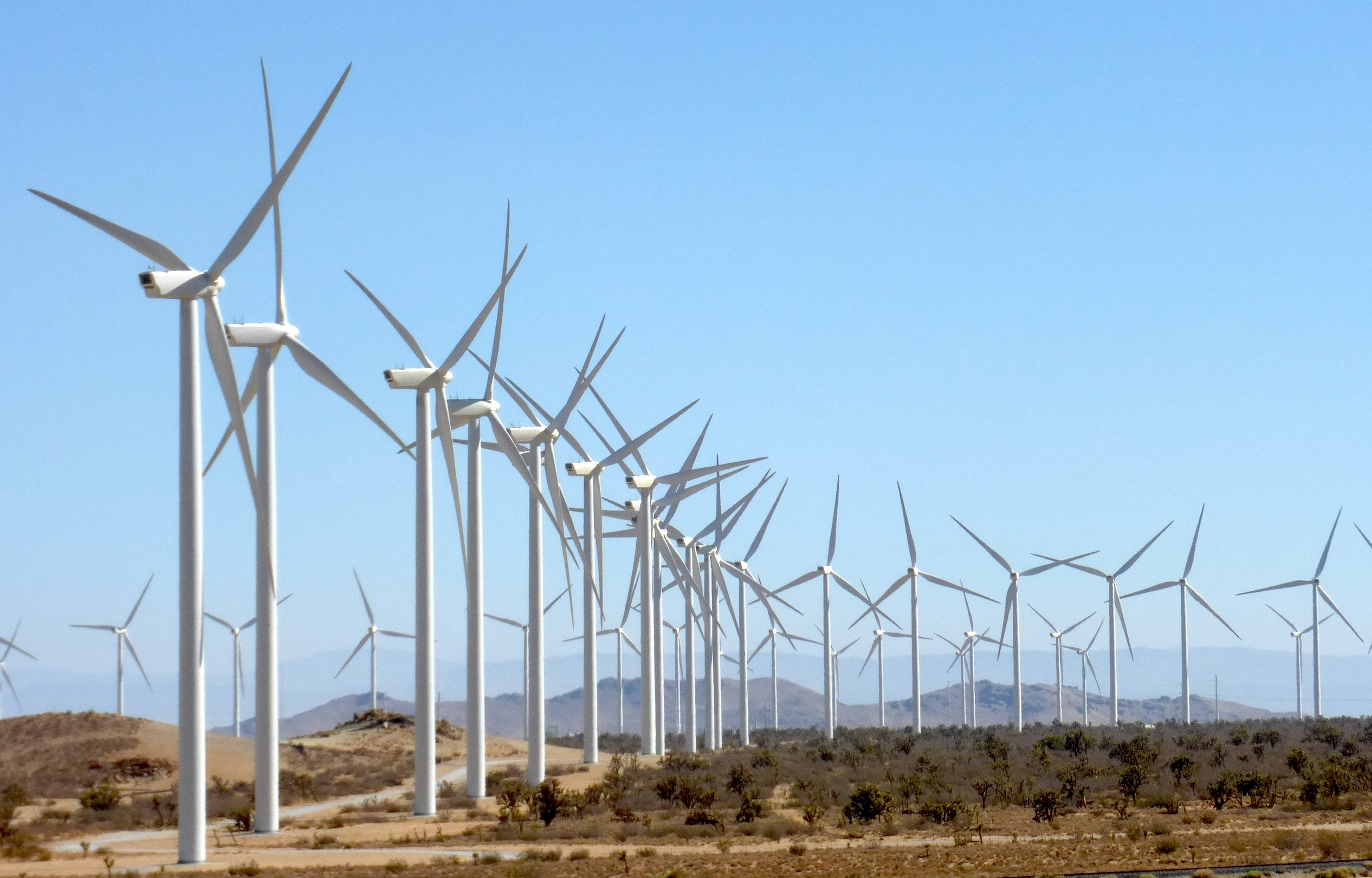
Parc éolien d'Alta Wind dans le sud de la Californie, États-Unis. En 2013, il s’agit du plus grand parc éolien du pays, avec une puissance installée combinée de 1550 MW.

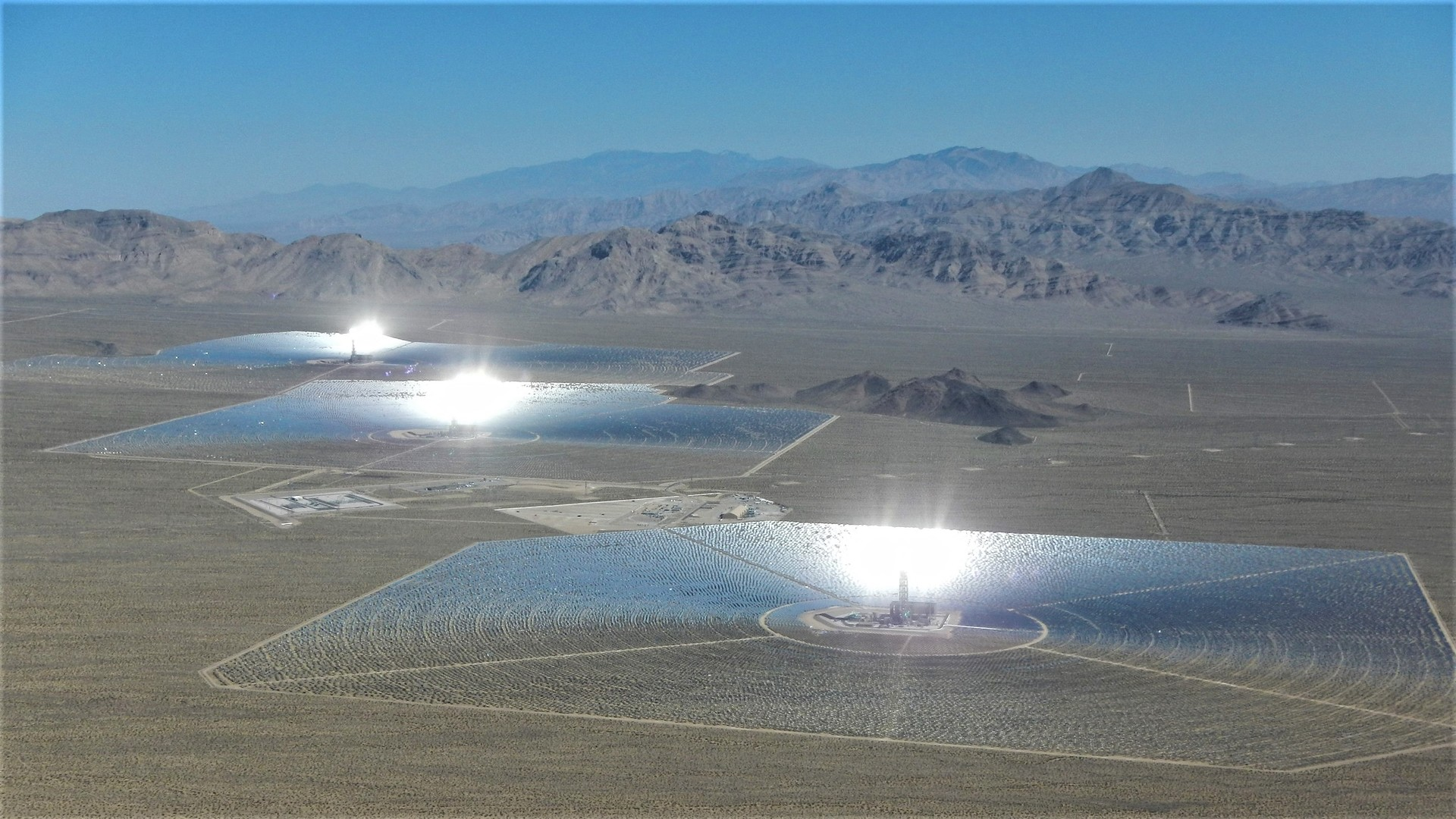
Centrale solaire d'Ivanpah dans le sud de la Californie, États-Unis. En 2014, elle était la plus grande centrale solaire thermique au monde.

Selon les données de l’Energy Information Administration des États-Unis, les énergies renouvelables représentaient environ 8,5 % de la consommation totale d’énergie primaire en 2022 et 24,2 % de l’électricité produite aux États-Unis en 2024, dont 5,5 % d'hydroélectricité, 10,3 % d'éolien, 6,9 % de solaire, 0,7 % de biomasse, 0,3 % de déchets et 0,4 % de géothermie,.
Leader mondial dans la filière géothermique, les États-Unis sont également en 2024 au 2e rang mondial pour l'éolien et le solaire photovoltaïque et la biomasse derrière la Chine ainsi que pour le solaire thermodynamique derrière l'Espagne, et au 4e pour l'hydroélectricité derrière la Chine, le Brésil et le Canada. Pour l'ensemble des renouvelables hors hydro, la production d'électricité des États-Unis est au 2e rang mondial avec 15,3 % du total mondial, derrière la Chine (37,8 %).
En 2022, la production d'électricité des renouvelables a dépassé pour la première fois celle des centrales à charbon après avoir dépassé celle des centrales nucléaires en 2021. Le Texas a produit 26 % de l'électricité éolienne du pays, suivi par l'Iowa (10 %) et l'Oklahoma (9 %). La Californie a produit 26 % de l'électricité solaire (hors solaire diffus), suivie par le Texas (16 %) et la Caroline du nord (8 %).
Durant l'été 2020, la Californie qui a fait le pari des énergies renouvelables pour produire son électricité, dont environ un tiers est produite grâce aux immenses champs de panneaux solaires et d'éoliennes qui couvrent certains endroits dépeuplés, est confrontée à des coupures d’électricité. Près de 220 000 foyers en août ont été privés de courant durant des périodes de 60 à 90 minutes. La raison est que théoriquement les éoliennes et les panneaux solaires pourraient compenser la fermeture en 2012 d'une centrale nucléaire de 2 000 MW, mais qu'en cette période de canicule le vent souffle peu et les panneaux solaires sont inefficaces la nuit quand les températures restent élevées et les climatiseurs fonctionnent. En l’absence de capacité de stockage, l’électricité produite la journée ne peut donc être restituée la nuit. La seconde conséquence de cette situation est l'importance des émissions de CO2 : plus de la moitié de l'électricité produite par la Californie l'est par les centrales à gaz, une source d'énergie fossile qui émet 490 grammes de CO2 par kWh produit, 40 fois plus que le nucléaire.

#### Hydroélectricité
L’énergie hydroélectrique est le deuxième source d’électricité renouvelable du pays, produisant 5,5 % de l’électricité totale du pays en 2024 et 22,8 % de la production totale d’électricité renouvelable. Les États-Unis sont le quatrième producteur mondial d’hydroélectricité après la Chine, le Brésil et le Canada.

#### Énergie éolienne
Depuis 2019, l’énergie éolienne est la première source d’électricité renouvelable du pays. L’énergie éolienne a produit 453,5 TWh d’électricité en 2024, soit 10,3 % de la production totale d’électricité du pays et 42,7 % de la production totale d’électricité renouvelable.

#### Énergie solaire
L’énergie solaire fournit une part croissante de l’électricité aux États-Unis : en 2014, elle produit 303,1 TWh d’électricité (300 TWh de photovoltaïque et 3,1 TWh de thermodynamique), soit 6,9 % de la production totale d’électricité du pays et 28,6 % de la production totale d’électricité renouvelable.

#### Biomasse
- (en) Cet article est partiellement ou en totalité issu de l’article de Wikipédia en anglais intitulé « Renewable energy in the United States » (voir la liste des auteurs).

Les États-Unis étaient en 2022 le troisième pays producteur d'électricité à partir de la biomasse : 50,4 TWh (7,9 % du total mondial), derrière la Chine (28,3 %) et le Brésil (8,6 %), mais devant l'Allemagne (6,6 %).
| Année | Bois (TWh) | Gaz de décharge (TWh) | Déchets munic. (TWh) | Autres déchets (TWh) | Total biomasse (TWh) | % var. prod. | Part/prod. élec. renouv. | Part/prod. élec. totale |
| ----- | ---------- | --------------------- | -------------------- | -------------------- | -------------------- | ------------ | ------------------------ | ----------------------- |
| 2024  | 31,87      | 7,49                  | 5,39                 | 1,98                 | 46,74                | -1,0 %       | 4,4 %                    | 1,11 %                  |
| 2023  | 31,61      | 7,93                  | 5,57                 | 2,08                 | 47,20                | -9,0 %       | 4,9 %                    | 1,11 %                  |
| 2022  | 35,47      | 8,53                  | 5,78                 | 2,07                 | 51,85                | -4,4 %       | 5,4 %                    | 1,21 %                  |
| 2021  | 36,46      | 9,42                  | 6,10                 | 2,27                 | 54,25                | -0,8 %       | 6,3 %                    | 1,30 %                  |
| 2020  | 36,22      | 10,21                 | 6,08                 | 2,20                 | 54,71                | -4,9 %       | 6,7 %                    | 1,35 %                  |
| 2019  | 38,54      | 10,47                 | 6,09                 | 2,40                 | 57,51                | -7,0 %       | 7,5 %                    | 1,38 %                  |
| 2018  | 40,94      | 11,04                 | 7,14                 | 2,72                 | 61,83                | -1,5 %       | 8,5 %                    | 1,47 %                  |
| 2017  | 41,12      | 11,54                 | 6,95                 | 3,12                 | 62,74                | -0,05 %      | 8,9 %                    | 1,55 %                  |
| 2016  | 40,95      | 11,22                 | 7,27                 | 3,33                 | 62,77                | -1,4 %       | 10,1 %                   | 1,53 %                  |
| 2015  | 41,93      | 11,29                 | 7,21                 | 3,20                 | 63,63                | -0,6 %       | 11,4 %                   | 1,57 %                  |
| 2014  | 42,34      | 11,22                 | 7,23                 | 3,20                 | 63,99                | +5,1 %       | 11,6 %                   | 1,56 %                  |
| 2013  | 40,03      | 10,66                 | 7,19                 | 2,99                 | 60,86                | +5,6 %       | 11,7 %                   | 1,50 %                  |
| 2012  | 37,80      | 9,80                  | 7,32                 | 2,70                 | 57,62                | +1,7 %       | 11,7 %                   | 1,42 %                  |
| 2011  | 37,45      | 9,04                  | 7,35                 | 2,82                 | 56,67                | +1,0 %       | 11,0 %                   | 1,38 %                  |
| 2010  | 37,17      | 8,38                  | 7,93                 | 2,61                 | 56,09                | +2,9 %       | 13,1 %                   | 1,36 %                  |
| 2009  | 36,05      | 7,92                  | 8,06                 | 2,46                 | 54,49                | -1,0 %       | 13,0 %                   | 1,38 %                  |
| 2008  | 37,3       | 7,16                  | 8,10                 | 2,48                 | 55,03                | -0,9 %       | 14,4 %                   | 1,34 %                  |
| 2007  | 39,01      | 6,16                  | 8,30                 | 2,06                 | 55,54                | +1,2 %       | 15,7 %                   | 1,34 %                  |
| 2006  | 38,76      | 5,68                  | 8,48                 | 1,94                 | 54,86                | +1,1 %       | 14,2 %                   | 1,35 %                  |
| 2005  | 38,86      | 5,14                  | 8,33                 | 1,95                 | 54,28                | +1,4 %       | 15,2 %                   | 1,34 %                  |
| 2004  | 38,12      | 5,13                  | 8,15                 | 2,14                 | 53,54                |              | 15,2 %                   | 1,35 %                  |

Selon l'Environmental Protection Agency (EPA), la part de la biomasse dans la production d'électricité était en progression dans les années 2000 : la production des centrales à biomasse a augmenté de 14 % en 10 ans (2001-2011) ; mais la plupart utilisent des technologies obsolètes, beaucoup ayant été créées sous l'administration Carter, et sur 107 de ces centrales en fonctionnement au début 2012, 85 ont été sanctionnées pour violation des normes anti-pollution de l'air et de l'eau ; elles ont reçu 700 M$ de subventions des États et de l'état fédéral, dont 270 M$ du programme de stimulation signé par le président Obama en 2009, qui prend en charge 30 % des investissements dans les énergies renouvelables ; la Californie a 33 de ces centrales à biomasse, dont celle de Madera, près de Fresno, qui a été accusée de plus de 20 violations des normes de 2004 à 2009.

#### Géothermie
Les États-Unis sont le premier pays producteur d'électricité géothermique : 15 671 GWh en 2024 (production nette), en baisse de 4,3 % par rapport à 2023, dont 69,6 % en Californie, 24,6 % au Nevada, 2,6 % dans l'Utah, 1,6 % à Hawaï, 1,0 % dans l'Oregon, 0,5 % dans l'Idaho et 0,2 % au Nouveau-Mexique ; la part des États-Unis dans la production mondiale était de 19,7 % en 2022, devant l'Indonésie, deuxième avec 17,1 %.
L'une des sources géothermiques les plus importantes est située aux États-Unis : The Geysers, à environ 145 km au nord de San Francisco, démarra la production en 1960 et dispose d'une puissance de 2 000 mégawatts électriques. Il s'agit d'un ensemble de 21 centrales électriques qui utilisent la vapeur de plus de 350 puits. La Calpine Corporation gère et possède 19 des 21 installations. Afin de maintenir la production de ce site victime de surexploitation, il est alimenté en partie par les eaux traitées de la ville de Santa Rosa et de la station de Lake County. Au sud de la Californie, près de Niland et Calipatria, une quinzaine de centrales électriques produisent environ 570 mégawatts électriques ; une nouvelle centrale a été mise en service sur ce site en mai 2012 : Hudson Ranch I (50 MW). Il y aurait 146 projets en développement dans 15 États.

#### Scénario 100% renouvelables
Des chercheurs de l’université californienne de Stanford ont étudié un scénario de mix électrique 100 % renouvelables pour 2050 : 30,9 % d’éolien à terre, 19,1 % d’éolien en mer, 30,7 % de centrales photovoltaïques de grande taille, 7,2 % de photovoltaïque résidentiel et autant de solaire thermodynamique avec stockage, le reliquat étant principalement assuré par l’hydroélectricité et la géothermie. Ces équipements de production couvriraient 0,42 % du territoire américain. Le scénario implique une baisse de 40 % de la demande d'électricité, pour l’essentiel issue de gains d’efficacité : il créerait 5,9 millions d’emplois, soit un gain de 2 millions par rapport aux 3,9 millions de jobs assurés par le secteur énergétique conventionnel. Ce scénario permettrait 260 $ par an d’économies sur la facture énergétique acquittée par chaque citoyen américain, sans compter d’autres économies en termes de santé.

## Transport et distribution
- (en) Cet article est partiellement ou en totalité issu de l’article de Wikipédia en anglais intitulé « Electric power transmission » (voir la liste des auteurs).

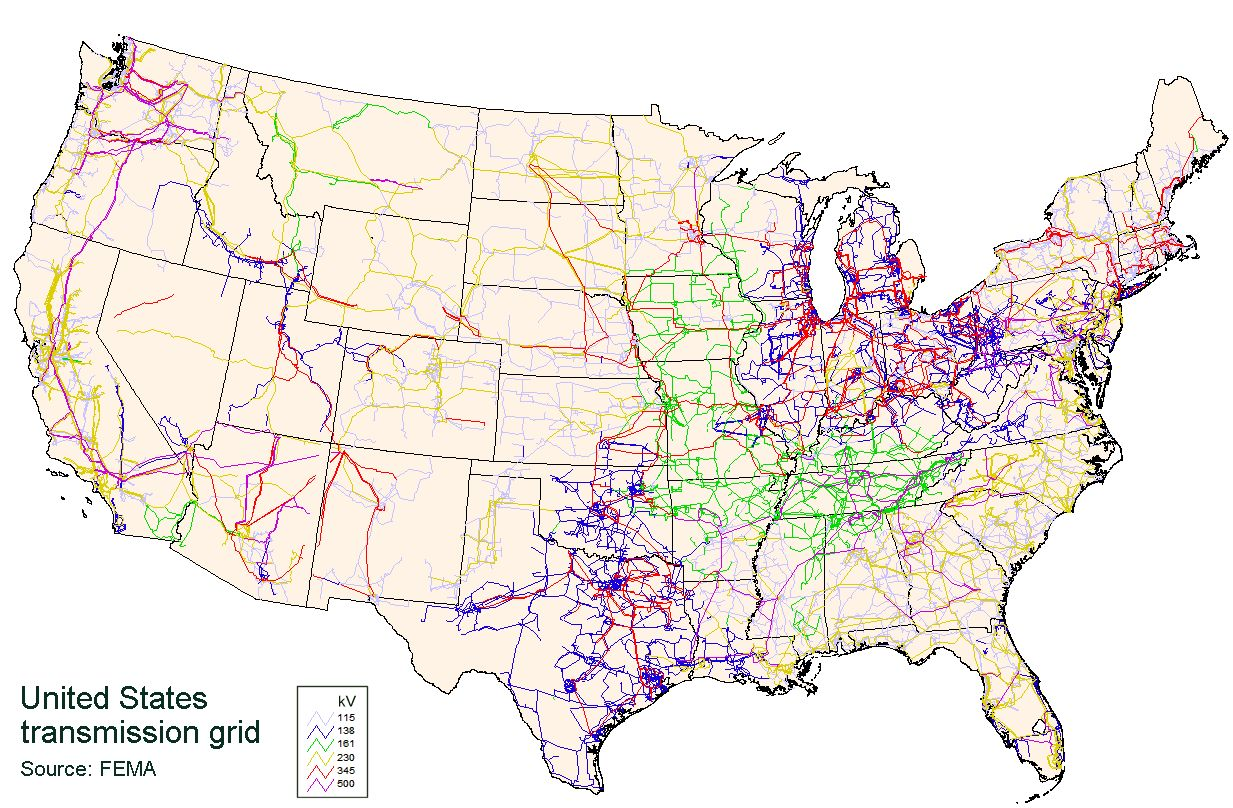
Carte du réseau de transport à haute tension des États-Unis (2008)
source données : FEMA et NREL.

Le réseau de transport à haute tension (115 à 500 kV) reste relativement hétérogène, les niveaux de tension normalisés étant différents selon les régions. Il totalise 300 000 km de lignes exploitées par 500 compagnies.
Des organismes régionaux dénommés « Regional Transmission Organization » (RTO) et « Independent System Operator » (ISO) coordonnent les mouvements d'énergie entre les réseaux des utilities ; les ISO ont été mis en place à l'initiative de la FERC et se limitent souvent à un état ; une organisation plus large, la North American Electric Reliability Corporation (NERC) couvre l'ensemble des États-Unis ainsi qu'une compagnie mexicaine (Baja California) et plusieurs compagnies canadiennes de l'Ontario, du Québec et de l'Alberta ; elle est chargée de veiller à la fiabilité du système d'interconnexion entre les réseaux régionaux. Certaines RTO ou ISO jouent également le rôle de marché de gros pour les échanges d'électricité entre compagnies. Il existe 12 RTO/ISO (dont trois canadiennes) et deux organismes indépendants similaires.
Le Texas a fait le choix d'avoir un réseau électrique quasiment indépendant, ce qui lui permet d'échapper à la tutelle du régulateur fédéral (Ferc), mais le prive de la possibilité d'échanger de l'électricité avec d'autres États. Cet isolement a contribué à aggraver la crise subie par le système électrique texan lors de la vague de froid de février 2021.

## Échanges transfrontaliers
Les échanges d'électricité des États-Unis avec leurs deux voisins sont structurellement importateurs : en 2024, 33,25 TWh ont été importés, dont 27,22 TWh du Canada et 6,03 TWh du Mexique ; 19,44 TWh ont été exportés, dont 17,77 TWh au Canada et 1,67 TWh au Mexique ; le solde net importateur est de 13,82 TWh, dont 9,45 TWh du Canada et 4,36 TWh du Mexique. Le solde des échanges d'électricité a représenté 0,3 % de l'électricité produite aux États-Unis en 2024.
Le solde importateur des États-Unis en 2022 s'élève à 41,2 TWh, plaçant le pays au 2e rang mondial des importateurs d'électricité derrière l'Italie (43,0 TWh).
| Année                                       | Importations du Canada | Importations du Mexique | total importations | Exportations au Canada | Exportations au Mexique | total exportations | Solde importateur |
| 2016                                        | 65,17                  | 7,54                    | 72,72              | 2,68                   | 3,53                    | 6,21               | 66,50             |
| 2017                                        | 59,91                  | 5,78                    | 65,68              | 3,31                   | 6,06                    | 9,37               | 56,31             |
| 2018                                        | 51,49                  | 6,77                    | 58,26              | 7,29                   | 6,51                    | 13,80              | 44,46             |
| 2019                                        | 52,31                  | 6,74                    | 59,05              | 13,53                  | 6,48                    | 20,01              | 39,04             |
| 2020                                        | 57,00                  | 4,45                    | 61,45              | 9,86                   | 4,28                    | 14,13              | 47,31             |
| 2021                                        | 48,14                  | 5,03                    | 53,17              | 10,07                  | 3,79                    | 13,86              | 39,31             |
| 2022                                        | 52,19                  | 4,78                    | 56,97              | 10,65                  | 5,11                    | 15,76              | 41,21             |
| 2023                                        | 33,23                  | 5,69                    | 38,92              | 18,38                  | 1,63                    | 20,01              | 18,90             |
| 2024                                        | 27,22                  | 6,03                    | 33,25              | 17,77                  | 1,67                    | 19,44              | 13,82             |
| Source : Energy Information Administration. |                        |                         |                    |                        |                         |                    |                   |

Le Réseau multiterminal à courant continu qui relie le nord du Québec au Massachusetts par une ligne à haute tension en courant continu à ±450 kV d'une longueur totale de 1 600 km permet d'importer en Nouvelle-Angleterre une partie de la production hydroélectrique de la Baie James ; c'est une des principales voies d'importation depuis le Canada (8 à 9 TWh/an) ; le réseau du Québec est interconnecté en 19 points avec le réseau des États-Unis.

## Consommation d'électricité
La part de l'électricité dans la consommation finale d'énergie était de 21,8 % en 2022.
La consommation brute d'électricité par habitant s'élevait en 2023 à 12 705 kWh, en baisse de 7,1 % par rapport au pic atteint en 2005, soit 3,71 fois la moyenne mondiale (3 427 kWh en 2022), 2,08 fois celle de la Chine (6 113 kWh en 2022) et 1,98 fois celle de la France (6 417 kWh en 2023).
Selon l'Energy Information Administration, les ventes de détail d'électricité par habitant s'élevaient en 2021 à 11 462 kWh, dont 4 429 kWh dans le secteur résidentiel. L'État le plus consommateur est le Dakota du Nord (29 390 kWh/hab) et le plus sobre est Hawaï (6 175 kWh/hab) ; la Californie est le deuxième plus sobre : 6 317 kWh/hab ; l'État de New York consomme 7 122 kWh/hab, la Floride 11 067 kWh/hab et le Texas 14 738 kWh/hab.
| TWh                                         | 1950  | 1960  | 1970    | 1980    | 1990    | 2000    | 2010    |
| ------------------------------------------- | ----- | ----- | ------- | ------- | ------- | ------- | ------- |
| Industrie                                   | 146,5 | 324,4 | 570,9   | 815,1   | 945,5   | 1 064,2 | 970,9   |
| Transport                                   | 6,8   | 3,1   | 3,1     | 3,2     | 4,8     | 5,4     | 7,7     |
| Résidentiel                                 | 72,2  | 201,5 | 466,3   | 717,5   | 924,0   | 1 192,4 | 1 445,7 |
| Commerce                                    | 66,0  | 159,1 | 352,0   | 558,6   | 838,3   | 1 159,3 | 1 330,2 |
| Total commercialisé                         | 291,4 | 688,1 | 1 392,3 | 2 094,4 | 2 712,6 | 3 421,4 | 3 754,5 |
| Autoconsommation                            | nd    | nd    | nd      | nd      | 124,5   | 170,9   | 131,9   |
| Total consommation                          | 291,4 | 688,1 | 1 392,3 | 2 094,4 | 2 837,1 | 3 592,4 | 3 886,4 |
| Source : Energy Information Administration. |       |       |         |         |         |         |         |

| TWh | 2010    | 2015    | 2019    | 2020    | 2021    | 2022    | 2023    | 2024    | % 2024 | Δ 14 ans* | Δ 74 ans* |
| --- | ------- | ------- | ------- | ------- | ------- | ------- | ------- | ------- | ------ | --------- | --------- |
| Industrie | 970,9   | 958,6   | 1 002,4 | 959,1   | 1 000,6 | 1 020,5 | 1 009,3 | 1 031,3 | 26,0 % | +6,2 %    | x7,0      |
| Transport | 7,7     | 7,7     | 7,6     | 6,5     | 6,3     | 6,6     | 6,9     | 7,0     | 0,2 %  | -9 %      | +3 %      |
| Résidentiel                                                                                                   | 1 445,7 | 1 399,9 | 1 440,3 | 1 464,6 | 1 470,5 | 1 509,2 | 1 450,0 | 1 489,6 | 37,6 % | +3,0 %    | x20,6     |
| Commerce | 1 330,2 | 1 358,4 | 1 360,9 | 1 287,4 | 1 328,4 | 1 390,9 | 1 408,1 | 1 434,0 | 36,2 % | +7,8 %    | x21,7     |
| Total commercialisé                                                                                           | 3 754,5 | 3 724,5 | 3 811,1 | 3 717,7 | 3 805,9 | 3 927,2 | 3 874,3 | 3 961,9 | 100 %  | +5,5 %    | x13,6     |
| Autoconsommation                                                                                              | 131,9   | 138,8   | nd      |         |         |         |         |         |        |           |           |
| Total consommation                                                                                            | 3 886,4 | 3 863,3 | nd      |         |         |         |         |         |        |           |           |
| * Δ 14 ans = variation 2024/2010 ; Δ 74 ans = variation 2024/1950 Source : Energy Information Administration. |         |         |         |         |         |         |         |         |        |           |           |

## Prix de l'électricité

Prix moyen de détail de l'électricité par État en 2015
source données : EIA.

En 2024, le prix moyen de l'électricité pour les consommateurs finaux était de 12,99 UScents/kWh. Pour les consommateurs du secteur résidentiel, il était de 16,48 UScents/kWh, avec une forte dispersion selon les États : de 11,33 UScents/kWh dans l'Utah à 42,72 UScents/kWh à Hawaï ; les États qui ont des prix bas sont souvent ceux qui ont de grands barrages hydroélectriques (Washington : 11,90 UScents/kWh) ou des gisements de charbon (Montana : 12,67 UScents/kWh) ou de gaz naturel (Texas : 14,94 UScents/kWh) ; les prix les plus élevés se rencontrent dans les États isolés (Hawaï, Alaska), en Californie (31,86 UScents/kWh) et dans les États du Nord-Est (Massachusetts : 29,35 UScents/kWh, New York : 24,37 UScents/kWh).